# Фріда Кало
Фрі́да Ка́ло де Ріве́ра (ісп. Frida Kahlo de Rivera, при народженні ісп. Magdalena Carmen Frida Kahlo y Calderón; 6 липня 1907, Койоакан, передмістя Мехіко — 13 липня 1954, там же) — мексиканська феміністська художниця, письменниця та біографка. Зображала місцеву культуру, поєднуючи стилі кубізму, символізму та сюрреалізму.

## Загальний опис
Фріда Кало найбільш відома автопортретами. Натхненна мексиканською народною культурою, вона застосовувала стиль наївного народного мистецтва, акцентуючи питання національної ідентичності, постколоніалізму, ґендерної, класової та расової нерівності в мексиканському суспільстві. Яскрава представниця феміністичного мистецтва. У багатьох її картинах виразні автобіографічні елементи і змішування дійсності з фантазією. Творчість Кало класифікують як сюрреалістичну та магічно-реалістичну і вважають її органічною складовою частиною постреволюційного руху в країні, який мав на меті, зокрема, сформувати мексиканську ідентичність. На міжнародному рівні роботи художниці визнано символом мексиканських національних, зокрема й корінних, традицій. Феміністки цінують її за достовірне й безкомпромісне зображення жіночого життя.
До кінця 1970-х років, коли мистецтвознавці й політичні активісти заново відкрили роботи Кало, вона була відома передусім як дружина Дієго Рівери. На 1990 рік її вважали не лише визнаною фігурою в історії мистецтва, але й символом фемінізму, рухів «Чиканос» та ЛГБТ (через її бісексуальність).

## Життєпис
Її батько був німцем, а мати — метискою. Фріда провела більшу частину дитинства і дорослого життя у родинному домі «Ля Каса Асуль» («Блакитний будинок») в Койоакані. Усе життя вона мала слабке здоров'я: із шести років потерпала від наслідків поліомієліту, а у підлітковому віці потрапила у серйозну автомобільну аварію, після якої мусила перенести численні операції. Це вплинуло на все її життя. Вона була перспективною студенткою медичної школи, але після аварії мусила відмовитися від вищої освіти. Хоча з дитинства мистецтво було її захопленням, але лише під час свого тривалого відновлення Фріда почала серйозно задумуватися над тим, щоб стати художницею. Вона також зацікавилася політикою і 1927 року вступила в Комуністичну партію Мексики. В партії зустріла художника-стінописця Дієго Ріверу і 1929 року побралася з ним. Через позашлюбні зв'язки обох стосунки були нестійкими. 1940 року пара розлучилася, а наступного року знов одружилася.
Кінець 1920-х і початок 1930-х років Кало провела у подорожах Мексикою та Штатами з Ріверою, який працював там у відрядженнях. За цей час вона створила свій художній стиль. Натхнення черпала переважно з мексиканської народної культури і малярства. Писала здебільшого невеличкі автопортрети, в яких змішувала елементи доколумбової та католицької міфологій. Попри життя в тіні Рівери, картини Кало зацікавили сюрреаліста Андре Бретона, який влаштував для неї першу персональну виставку в галереї Жульєна Леві у Нью-Йорку 1938 року. Виставка мала успіх. За нею була ще одна — в Парижі 1939 року. Французька виставка була менш успішною, однак Лувр придбав картину у Кало. Так вона стала першою мексиканською художницею, представленою в його колекції.
Упродовж 1940-х років Кало брала участь у виставках у Мексиці та США. Почала викладати в Національній школі живопису, скульптури і граверства «Смарагд» і стала однією із засновниць Семінару мексиканської культури (ісп. Seminario de Cultura Mexicana). У тому ж десятилітті й без того слабке здоров'я мисткині погіршилося. 1953 року відбулася її перша персональна виставка в Мексиці, а наступного року художниця померла у віці 47 років.

## Кар'єра художниці

### Рання кар'єра
Змалку Фріда захоплювалася мистецтвом, брала уроки малювання в батькового друга, гравера Фернандо Фернандеса, і заповнювала ескізами зошит за зошитом. 1925 року почала підробляти після школи, щоб допомогти сім'ї. Влаштувалася працювати стенографісткою у Фернандеса, а невдовзі стала його стажеркою-граверкою і отримувала платню. Хоча Фріда ще не думала про кар'єру мисткині, її талант уже тоді вразив наставника.
1925 року, після автоаварії, три місяці будучи прикутою до ліжка, Фріда почала замислюватися про кар'єру ілюстраторки медичної літератури, маючи на меті практично поєднати зацікавленість наукою та мистецтвом. Щоб Фріда могла малювати лежачи, для неї зробили спеціальний підрамник, а над ліжком прикріпили велике дзеркало, у якому вона могла бачити своє відображення. Через живопис Фріда досліджувала питання ідентичності та буття. Згодом вона сказала, що аварія та ізольованість під час одужання спонукали її до бажання «почати знову малювати речі такими, як бачу своїми очима, і нічого більше».
Більшість картин Кало, створених у той час, — це автопортрети, портрети її сестер і шкільних приятелів. Її ранні картини й листування свідчать, що тоді на неї впливали переважно європейські художники, особливо майстри Відродження Боттічеллі та Бронзіно. Чинили вплив також авангардистські течії — нова речевість і кубізм.
1929 року Кало з Ріверою переїжджає до Куернаваки у штаті Морелос. Її надихав уже сам іспанський дух цього міста. Кало змінила свій художній стиль і дедалі більшою мірою черпала натхнення з мексиканського традиційного мистецтва. Історикиня мистецтва Андреа Кеттенманн стверджує, що на Фріду міг вплинути трактат Адольфо Беста Маугара на цю тему, адже вона застосовувала чимало методів, які окреслив автор, зокрема відсутність перспективи і поєднання елементів доколумбового та колоніального періодів у мексиканському мистецтві. Самоідентифікація з мексиканським народом (Ля Раса) і глибока зацікавленість його культурою на все життя суттєво відбились у її творчості.

### Робота в США
1930 року переїхала з чоловіком до Сан-Франциско. Представлена американським художникам Едвардові Вестону, Ральфові Стекполу, Тімоті Пфлюгеру та Ніколасові Марі. Шість місяців у Сан-Франциско були продуктивним періодом, мисткиня розвинула стиль народного мистецтва, запозичений у Куернаваці. Вона написала портрети кількох нових знайомих, подвійний портрет «Фріда і Дієго Рівера» (1931) на основі весільної світлини, а також «Портрет Лютера Бербанка» (1931) — своєрідний гібрид людини і рослини. Уперше в житті Фріда публічно виставила свій твір: портрет «Фріда і Дієго Рівера» прийнято на Шосту щорічну виставку Сан-Францискського товариства художниць, яку влаштовували в Палаці Почесного легіону. Проте на людях вона й далі відрекомендовувалася не художницею, а просто дружиною Рівери.
Після переїзду з чоловіком до Детройта Кало мала численні проблеми зі здоров'ям, пов'язані з невдалою вагітністю. Попри нездужання та неприязнь до капіталістичної культури США, саме життя в цьому місті сприяло творчому самовираженню Кало. Вона експериментувала з різними техніками, як-от офорт і фреска, у її творах став відчутніший наративний стиль. Художниця наголошувала на темах «жахіття, страждання, душевних травм і болю». Попри популярність стінопису в тогочасному мексиканському мистецтві, Кало почала застосовувати діаметрально протилежну техніку ретабло — різновид вотивного живопису. У вужчому значенні слово «ретабло» позначає аматорські малюнки на релігійну тематику, виконані на маленьких металевих дощечках і призначені віддячитися святим за допомогу в скруті. До робіт детройтського періоду, виконаних у цій техніці, належать «Шпиталь Генрі Форда» (1932), «Моє народження» (1932) і «Автопортрет на кордоні між Мексикою та Сполученими Штатами» (1932). Хоча жодна з її робіт не потрапила на виставки у Детройті, газета Detroit News взяла у Фріди Кало інтерв'ю про її творчість і надрукувала його під зверхнім, поблажливим заголовком «Дружина вправного художника-стінописця забавляється творами мистецтва» (Wife of the Master Mural Painter Gleefully Dabbles in Works of Art).

### Повернення до Мехіко і міжнародне визнання
Повернувшись до Мехіко у 1934-му, Кало не написала жодної картини за рік і лише дві — за наступний. Натомість дуже продуктивними стали 1937 і 1938 роки, після того, як вона розлучилась і знову зійшлася з Ріверою. За ці два роки вона створила більше робіт, «ніж за всі минулі вісім років шлюбу», серед них «Моя няня і я» (1937), «Четверо жителів Мехіко» (1938) і «Що дала мені вода» (1938). На початку 1938 року деякі картини Кало виставлялись у галереї Національного автономного університету Мексики, однак сама вона й далі сумнівалась у власному таланті. Улітку 1938 року їй вперше вдалося заробити творчістю значну суму — 800 доларів, продавши чотири картини кінозірці та колекціонерові живопису Едвардові Робінсону. У квітні 1938 року французький сюрреаліст Андре Бретон відвідав Ріверу, і Кало здобула ще більше визнання. Під враженням від її творчості Бретон одразу визнав Кало сюрреалісткою, а її твори охарактеризував як «стрічку, пов'язану на бомбі». Він не лише пообіцяв організувати виставку її робіт у Парижі, але й написав своєму другові, торговцеві живописом Жульєну Леві. Той відповів згодою надати свою галерею на 57-й Східній вулиці у Мангеттені для персональної виставки Фріди Кало.

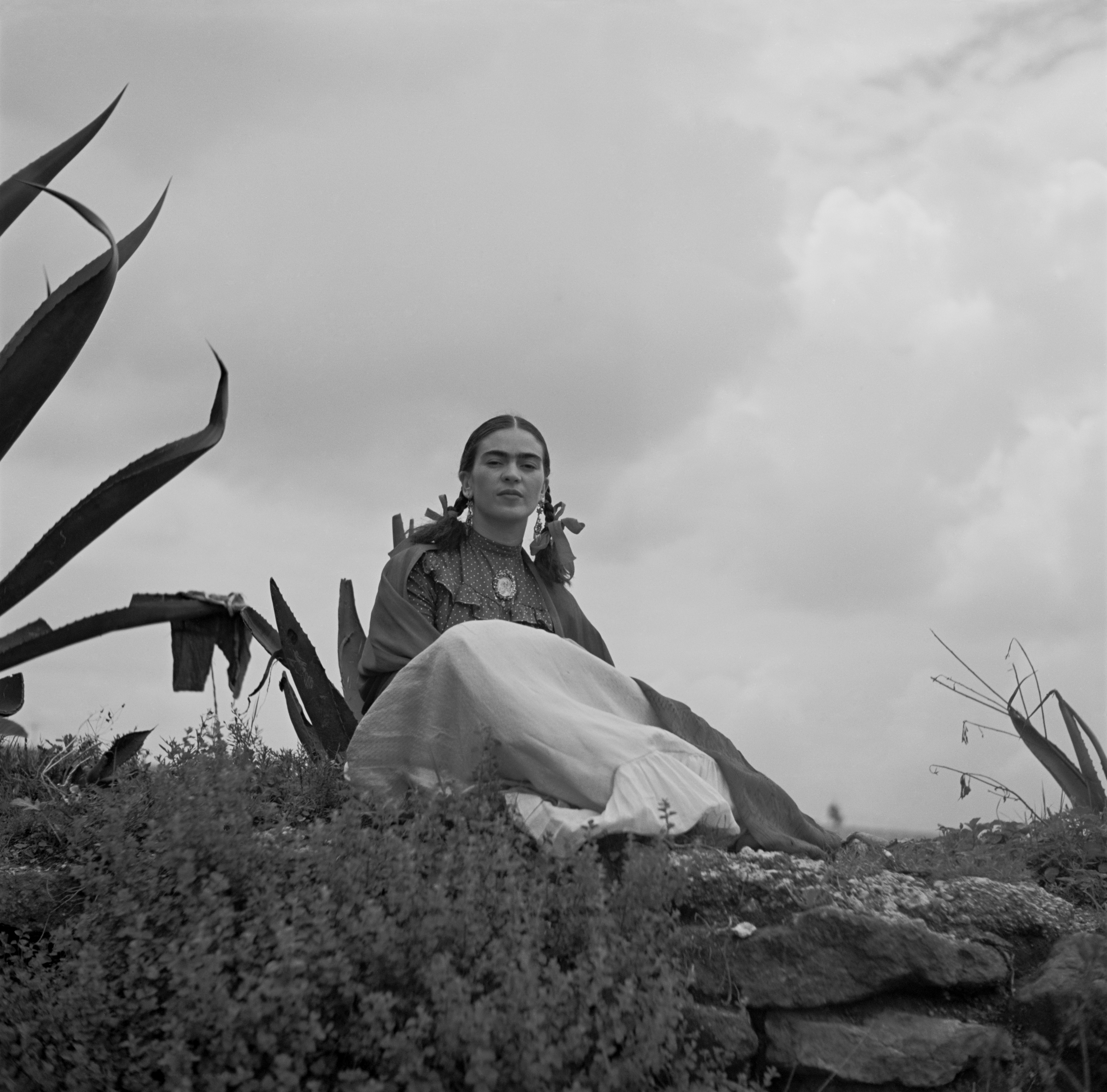
Фріда Кало. 1937 рік. Знімок Тоні Фрісселла для журналу Vogue

У жовтні Кало сама поїхала до Нью-Йорка, де її барвиста мексиканська сукня «стала сенсацією», і в ній вона мала «неймовірно екзотичний» вигляд. На відкритті виставки в листопаді побували художниця Джорджія О'Кіфф та письменниця Клер Бут Люс, а про саму виставку опубліковано багато позитивних відгуків у пресі, хоча багато критиків відгукнулися поблажливим тоном. Наприклад, у журналі Тайм написано: «У картинах Фрідоньки… є витонченість мініатюр, яскраві червоні та жовті барви мексиканських традицій і достобіса грайлива фантазія несентиментальної дитини». Попри Велику депресію, Кало продала половину з 25 картин, представлених на виставці. Крім того, вона дістала замовлення від Енсона Ґуд'єра, тодішнього директора Нью-Йоркського музею сучасного мистецтва, а також від Клер Бут Люс, для якої намалювала портрет її подруги, світської левиці Дороті Гейл. Протягом трьох місяців у Нью-Йорку малювала мало, зосередившись на тому, щоб насолодитися містом, наскільки дозволяло її здоров'я. Тут мала стосунки з Ніколасом Марі, Жульєном Леві та Едгаром Кауфманном-молодшим. У січні 1939 року художниця відпливла до Парижа, на запрошення Андре Бретона, щоб організувати виставку своїх робіт. На місці з'ясувалося, що Бретон не розмитнив її картин і вже не був власником галереї. З допомогою Марселя Дюшана вдалося домовитись про виставку в галереї Рену і Колля, проте власники галереї погодилися виставити тільки дві картини Кало, вважаючи, що решта шокуватиме аудиторію. Зрештою, Бретон домігся, щоб цю решту доробку Кало виставили разом з фотографіями Мануеля Альвареса Браво, скульптурами доколумбової епохи, мексиканськими портретами вісімнадцятого й дев'ятнадцятого століть, а також усім, що він скуповував на мексиканських базарах, а Кало вважала «мотлохом»: цукровими черепами, іграшками тощо.
Відкрита в березні виставка викликала набагато менший інтерес, ніж у Штатах, і завдала збитків. Причиною цього почасти стала Друга світова війна, що насувалась. Фріді Кало довелося скасувати заплановану в Лондоні виставку. Попри те, Лувр купив картину «Рамка», і Кало стала першою мексиканською мисткинею, робота якої потрапила у збір цього музею. Її тепло прийняли паризькі художники Пабло Пікассо і Жоан Міро, а також представники паризького світу моди. Кало надихнула модельєрку Ельзу Скіапареллі створити сукню, і згодом у паризькому журналі Vogue Paris опублікували фото мисткині в ній. Однак у Кало склалося негативне враження від Парижа і представників сюрреалізму. У листі до Марі[кого?] вона назвала їх «компанією дурнуватих безумців і дуже тупих сюрреалістів», які «аж так ідіотично зарозумілі та гнилі, що вже не можу їх терпіти».
У США і далі цікавилися творчістю Кало. 1941 року її роботи виставлялися в Бостонському інституті сучасного мистецтва. Наступного року Кало взяла участь у двох престижних нью-йоркських виставках: «Портрети двадцятого століття» в Музеї сучасного мистецтва та «Перші аркуші сюрреалізму». 1943 року її роботи включили у виставки «Мексиканське мистецтво сьогодні» у Філадельфійському музеї мистецтва та «Жінки-художниці» в нью-йоркській Галереї мистецтва цього століття, яка належала Пеґґі Ґуґґенгайм.
Творчість Кало дедалі вище цінували і в самій Мексиці. 1942 року вона стала однією із засновниць Семінару мексиканської культури — групи з 25 художників(-ць), яким Міністерство народної освіти доручило поширювати в суспільстві знання про мексиканську культуру. Як членкиня, вона брала участь в організації виставок і відвідувала конференції на тему мистецтва. У Мехіко картини Кало відібрано для двох виставок мексиканського мистецтва, які відбулися в англійській бібліотеці Бенджаміна Франкліна в 1943 і 1944 роках. Далі її запросили взяти участь у виставці «Salon de la Flor», яка відбулася під час щорічної експозиції квітів. Статтю Дієго Рівери про мистецтво Кало опублікували також у журналі, що його видавав Семінар мексиканської культури.
1943 року Кало почала викладати в нещодавно реформованій Національній школі живопису, скульптури та граверства «Смарагд» з націоналістичними цінностями. Кало заохочувала своє студентство ставитися до неї як до рівні й навчала цінувати мексиканську поп-культуру та народне мистецтво, а також черпати сюжети з буденного життя. Коли через стан здоров'я стало важко діставатися до навчального закладу, вона проводила уроки в «Ля Каса Асуль». Студент(к)и Кало Фанні Рабель, Артуро Гарсія Бустос, Гільєрмо Монрой і Артуро Естрада стали її послідовниками, і цих чотирьох прозвали «фріденятами» (ісп. «Los Fridos») за їхній ентузіазм. Кало забезпечила замовлення на три стінописи для себе та своїх учнів. 1944 року вони розписали пулькерію «Ля Росіта» в Койоакані. 1945 року уряд замовив їм розпис стін койоаканської пральні в рамках національної програми допомоги бідним жінкам, що заробляли собі на життя пранням. Того ж року група розписала стіни готелю «Посада дель Соль» у Мехіко, але цей стінопис знищили невдовзі після створення, оскільки він не сподобався власникові.
До другої половини 1940-х років Кало заледве вдавалося заробити собі на життя продажем картин, бо вона відмовлялася пристосовувати свій стиль до побажань клієнтів. На початку 1940-х років мексиканський уряд замовив їй дві роботи. Кало не завершила першої — можливо через те, що їй не сподобалася тема, а другої не захотів прийняти замовник. Утім, вона мала постійних приватних клієнтів, серед яких, наприклад, інженер Едуардо Морільйо Сафа, що за десять років замовив понад 30 портретів членів своєї родини. 1946 року Кало здобула державну премію (5000 песо) за картину «Мойсей» (1945), а 1947 року Музей сучасного мистецтва придбав картину «Дві Фріди», і фінансове становище художниці покращилося. Андреа Кеттенманн ствердила, що до середини 1940-х років її картини «фігурували в більшості групових виставок у Мексиці». Згодом Марта Самора написала, що Кало могла «продати все, що вона в той час малювала; часом ще не готові картини купували просто з мольберта».

### Останні роки
Кало здобувала визнання на батьківщині, але її здоров'я швидко погіршувалося. Операція з підтримки хребта закінчилася невдало. Картини того періоду «Зламана колона» (1944), «Без надії» (1945), «Дерево надії, стій несхитно!» (1946) і «Поранений олень» (1946) віддзеркалюють її переживання тілесності. Останні роки Кало провела в родинному будинку «Ля Каса Асуль». Вона писала здебільшого натюрморти з фруктами, овочами та політичними символами, як-от прапори й голуби. Пройнята турботою про власну здатність зображати свої політичні переконання, Фріда Кало ствердила: «Поки що я спромоглася лише на щире вираження мого єства… Мушу щосили старатися, щоб та крихта чогось справді реального, яку дозволяє здійснити моє здоров'я, цілком певно давала користь також Революції — єдиній причині жити». Художниця змінила манеру малювання: її мазки, раніше витончені й акуратні, тепер набрали стрімкості, послуговування кольорами стало вільнішим, а стиль загалом набув напруги та гарячковості.
У квітні 1953 року фотографка Лола Альварес Браво організувала першу персональну виставку робіт Кало у Галереї сучасного мистецтва. Змушена додержувати суворого постільного режиму, художниця не змогла побувати на відкритті, а згодом постановила, щоб її ліжко з балдахіном перевезли з дому до галереї. На подив гостей, Кало привезли в кареті швидкої й перенесли на ношах у ліжко, де вона залишалася до кінця вечірки. Ця виставка стала віховою культурною подією в самій Мексиці й привернула увагу найзначніших світових ЗМІ. Того ж року п'ять картин Кало взяли на виставку мексиканського мистецтва в лондонській галереї Тейт.

## Стиль і вплив
Приблизна кількість картин Фріди Кало, за різними оцінками, варіюється від менш ніж півтораста до близько двохсот. У її ранніх творах, датованих серединою 1920-х, видно вплив майстрів Відродження і європейських авангардистів, як-от Амедео Модільяні. До кінця того десятиліття Кало черпала натхнення переважно в мексиканському народному мистецтві, наблизившись до таких його рис, як «фантазія, наївність та захоплення насильством і смертю». Вона створила стиль, у якому реальність перепліталась з сюрреалістичними елементами, й часто зображала біль і смерть.
Одним із перших апологетів Кало став сюрреаліст Андре Бретон. Він зарахував її до цього напряму як мисткиню, що розвинула свій стиль, «нічого не знаючи про ідеї, які мотивували діяльність моїх друзів і мою власну». Це перегукувалось зі словами Бертрама Д. Вольфе, який написав, що мистецтво Кало — це «свого роду „наївний“ сюрреалізм, який вона вигадала для себе». Хоча Бретон вважав її головно жіночою силою в рамках цілого сюрреалістичного руху, однак Кало ставила постколоніальні теми та питання понад засади сюрреалізму. Бретон також описував її мистецтво «дивовижно розміщеним у точці перетину двох ліній — політичної (філософської) і художньої». Хоча пізніше Кало брала участь у виставках сюрреалістів, спочатку вона заявляла, що «ненавидить сюрреалізм», вважаючи його «буржуазним мистецтвом», а не «справжнім мистецтвом, якого люди сподіваються від художника». Серед деяких істориків мистецтва виникла суперечка, чи варто її роботи взагалі класифікувати як належні до цього руху. Згідно з Андреа Кеттенманн, Кало була символісткою, зосередженою в основному на зображанні своїх переживань. Емма Декстер заперечувала це й стверджувала, що суміш фантазії та дійсності в її роботах постала переважно з міфології ацтеків і мексиканської культури, а не з сюрреалізму. Тож доречніше розглядати картини Кало як такі, що мають більше спільного з магічним реалізмом, також відомим під назвою «нова речевість». Його адепти поєднують реальність із фантазією і застосовують стиль, подібний до Фрідиного, наприклад лінійну перспективу, чітко окреслені фігури та яскраві барви.

### Мексиканідад
Подібно до багатьох інших сучасних мексиканських художників, Кало перебувала під сильним впливом течії «мексиканідад» — романтичного націоналізму, який розвинувся у післяреволюційний період. Рух «мексиканідад» проголошував опір «світогляду культурної меншовартості», створеному колоніалізмом, і надавав особливого значення культурам корінних народів. До революції вітчизняна еліта зневажала мексиканську народну культуру (тобто суміш корінних і європейських елементів), наголошувала на своєму суто європейському корінні і вважала європейську цивілізацію зразком, який треба копіювати в Мексиці. Кало мала за мету малювати для мексиканського народу й стверджувала, що хоче «своїми картинами бути гідною народу, до якого належу, та ідей, що наснажують мене». Для підкріплення цього образу вона воліла приховати надбану від батька та Фернандеса обізнаність у мистецтві, та знання здобуті в підготовчій школі, й плекала власний образ «самоучки та художниці-примітивістки».
У 1920-х роках, коли Кало розпочала кар'єру художниці, у мексиканському мистецтві домінували стінописці. Вони творили відкриті для загалу великоформатні роботи в дусі майстрів епохи Відродження та російських соцреалістів. Зазвичай ці твори відзначалися зображенням цілих натовпів і дохідливістю політичної ідеї. Більшість картин Кало — це автопортрети порівняно невеликого розміру, попри те що вона була близькою зі стінописцями Ріверою, Хосе Клементе Ороско та Давидом Альфаро Сікейросом і поділяла їхнє захоплення соціалізмом та мексиканським націоналізмом. Зокрема, в 1930 роках, її стиль був особливо близьким до вотивних картин, або ретабло. Завбільшки з поштову листівку, ці роботи слугували подякою святим за допомогу в скруті й зазвичай зображали лихо (наприклад, хворобу або нещасний випадок), від якого порятовано замовника. Автори робили акцент на зображенні постатей, рідко передавали реалістичну перспективу чи детальне тло й таким чином зводили подію до її оголеної суті. Кало створила близько двох тисяч ретабло, які висіли на стінах «Ля Каса Асуль». На думку Лори Малві та Пітера Воллена, «завдяки цьому народному жанру Фріда Кало змогла у своїх автопортретах виходити за рамки суто зображального й застосовувати наратив і алегорію» (англ. Popular forms made it possible for her to develop a form of self-portraiture which transcended the limits of the purely iconic and allowed her to use narrative and allegory).
У багатьох таких творах Кало імітувала класичні поясні зображення, модні в колоніальну епоху, причому руйнувала засади цього жанру — зображала об'єкт менш привабливим, ніж насправді. До кінця 1930-х років вона дедалі частіше вдавалася до такого портретування й тим самим віддзеркалювала зміни в мексиканському суспільстві. Розчаровуючись у наслідках революції, мексиканці намагалися впоратися з наслідками Великої депресії і відмовлялися від етосу соціалізму на користь індивідуалізму. Виявом цієї зміни став «культ особи», яким ушановували мексиканських кінозірок, зокрема Долорес дель Ріо. Згідно з Шефером, Фрідині «маскоподібні автопортрети — це відголос тогочасного захоплення кінематографічними великими планами жіночої краси й містикою жіночої інакшості, вираженої у жанрі фільм-нуар». Постійні повтори тих самих рис обличчя Кало запозичила із способу зображання богинь у корінних культурах та святих у католицизмі.
Серед мексиканських народних митців найбільший вплив на творчість Кало мали Ерменехільдо Бустос, що творив на теми мексиканської культури і селянського життя, та Хосе Ґвадалупе Посада, який у сатиричній манері зображав нещасливі випадки та злочини. Також вона черпала натхнення з творчості Босха, якого називала генієм, і Брейгеля-старшого, чиє зосередження на селянському житті схоже було на її власний інтерес до мексиканського народу. Також мисткиня перебувала під впливом поета Росаріо Кастельяноса, у багатьох віршах якого описано жіночу долю в патріархальному мексиканському суспільстві, передано захоплення жіночим тілом і змальовано нестерпний фізичний і душевний біль.

### Символізм та іконографія
На численних автопортретах Фріди Кало з її тіла росте коріння і прив'язує його до землі. У позитивному сенсі це символізує розвиток особистості; у негативному — ув'язнення в тенетах певного місця, часу та ситуації; і, нарешті, у двоїстому сенсі, — добрий або/і поганий вплив спогадів на теперішність. На картині «Мої бабусі та дідусі, мої батьки і я» Фріда, десятирічна дівчинка, тримає стрічку, що формує гілки родовідного дерева з портретами її батьків, бабусь та дідусів. У творчості Кало дерева символізують надію, силу та тяглість, яка поєднує покоління. Крім того, волосся є символом росту і жіночого начала. На картині «Автопортрет із коротким волоссям» Кало зобразила себе в чоловічому костюмі й без щойно відтятого довгого волосся. Вона тримає в руці ножиці загрозливо близько до своїх геніталій. Це можна витлумачити як погрозу Рівері, чиї часті зради лютили Кало, і/або погрозу завдати шкоди власному тілу; як вказівку, що жінки часто виливають на самих себе власний гнів, викликаний іншими людьми. Ба більше, картина віддзеркалює не лише розчарування мисткині в чоловікові, але і її занепокоєння патріархальними цінностями Мексики. Ножиці символізують злісну чоловічу сутність, що загрожує «покремсати на шматки» жінок як метафорично, так і буквально. У Мексиці були поширені традиційні іспанські цінності чоловічого шовінізму, а він завжди тривожив Кало як жінку.
До самої смерті Кало страждала від наслідків автокатастрофи в юності, провела значну частину свого життя в лікарнях і перебула численні операції, які мали відновити її хребет до стану перед аварією, але більшість їх виконали хірурги-партачі. Багатьом картинам Кало на медичну тематику притаманна образність, яка передає біль і муку; на них показано кровотечі та відкриті рани на тілі художниці. Численні твори, особливо ті, що стосуються пологів і викиднів, пройняті сильним переживанням провини.
Чимало картин Кало можна потрактувати неоднозначно, попри те що вона зробила себе та події власного життя центром їх сюжету. Художниця не тільки розкривала власні переживання, але й піднімала питання про мексиканське суспільство та створення в ньому ідентичності, зокрема ґендерної, расової та соціальної. Історикиня Ліза Бейквелл ствердила, що Фріда Кало «сприймала як належне суперечності, породжені революційною ідеологією»:
|  | Що означає бути мексиканкою? - сучасною, хоча й з доколумбової доби; молодою, хоча й старою; антикатоличкою, хоча й католичкою; західного походження, хоча й з Нового Світу; у процесі розвитку, хоча й недорозвиненою; незалежною, хоча й колонізованою; метискою, хоча й не іспанкою, ані індіанкою. Оригінальний текст (англ.) [What was it to be a Mexican? – modern, yet pre-Columbian; young, yet old; anti-Catholic yet Catholic; Western, yet New World; developing, yet underdeveloped; independent, yet colonized; mestizo, yet not Spanish nor Indian.] Помилка: {{Lang}}: текст вже має курсивний шрифт (допомога) |

Щоб з'ясувати ці питання засобами свого мистецтва, Кало розробила складну іконографію, широко використовуючи доколумбові та християнські символи і міфологію у творчості. На більшості автопортретів її маскоподібне обличчя оточене візуальними підказками, які дозволяють розшифрувати його глибші значення. Картини багаті на символи з міфології ацтеків, як-от мавпи, скелети, черепи, кров і серця; часто ці символи відсилають до міфів про Коатлікуе, Кетцалькоатля та Шолотля. Інші центральні елементи, запозичені з ацтекської міфології, — це гібридність і дуалізм. У багатьох її роботах фігурують протилежності: життя і смерть, минуле і сучасне, мексиканське і європейське, чоловіче і жіноче.
Крім персонажів ацтекських легенд, Кало часто зображала дві важливі постаті з мексиканського фольклору — Йорону та Малінче, які асоціюються зі скрутою, стражданням, нещастям і покаранням. Це бідолашні, жалюгідні жінки, їх можна охарактеризувати мексиканським словом «чингада». Наприклад, після викидня в Детройті Кало написала картину «Лікарня Генрі Форда» (1932), на якій вона плаче, лежачи з розпатланим волоссям і беззахисним серцем — атрибутами образу Йорони, жінки, що вбила своїх дітей. «Лікарню Генрі Форда» традиційно вважали зображенням горя і болю художниці через невдалі вагітності. Але, взявши до уваги інтерпретацію символів на цій картині та інформацію про погляди Кало на материнство, почерпнуту з її листування, стали вважати, що йдеться про неприйнятний і табуйований у мексиканському суспільстві вибір жінки залишатися бездітною.
Фріда Кало часто малювала своє тіло в різних станах та виглядах: у дитинстві, у зрілому віці, поранене, з переломами, зодягнене в теуанський стрій, чоловічий костюм чи європейську сукню. Художниця подавала його як метафору, як засіб з'ясування соціальних ролей. На численних картинах жіноче тіло зображено в нетрадиційній манері, як-от під час викиднів і пологів або в чоловічому одязі. Показавши графічне зображення жіночого тіла, Фріда пропонує глядачеві роль вуаєриста, «фактично змушуючи глядача зайняти свідому позицію у відповідь».
Згідно з Ненсі Куї, у своїй творчості Фріда Кало постала «головною героїнею власної міфології — як жінкою, як мексиканкою і як страждалицею […] Вона знала, як передати кожну з цих іпостасей символом або знаком, здатним виразити надзвичайну духовну стійкість людства і його дивовижну сексуальність». Подібно ствердила Ненсі Деффебах: «Кало створила з себе суб'єкта — жінку й мексиканку, сучасну й могутню», що не підлягає звичній дихотомії ролей матері/повії, вділених жінкам у мексиканському суспільстві.
З огляду на стать Фріди Кало й на те, що вона не додержувала традиції стінописців, аж до кінця 1980-х років її роботи трактовано як менш політичні й більш наївні та суб'єктивні, ніж роботи її колег-чоловіків. На думку мистецтвознавиці Джоан Борси, «у критичних відгуках на спроби Фріди Кало дослідити суб'єктивність та історію особистості надто вже часто заперечують або применшують роль політики у з'ясуванні свого місця в суспільстві, успадкувань та соціальних умов […] Критики й далі нехтують Фрідину перебудову внутрішнього світу, ігноруючи або зводячи до мінімуму її висвітлення сексуальності, статевої відмінності, маргінальності, культурної ідентичності, жіночої суб'єктивності, політики та влади».

## Життєпис

### 1907—1924: Родина і дитинство

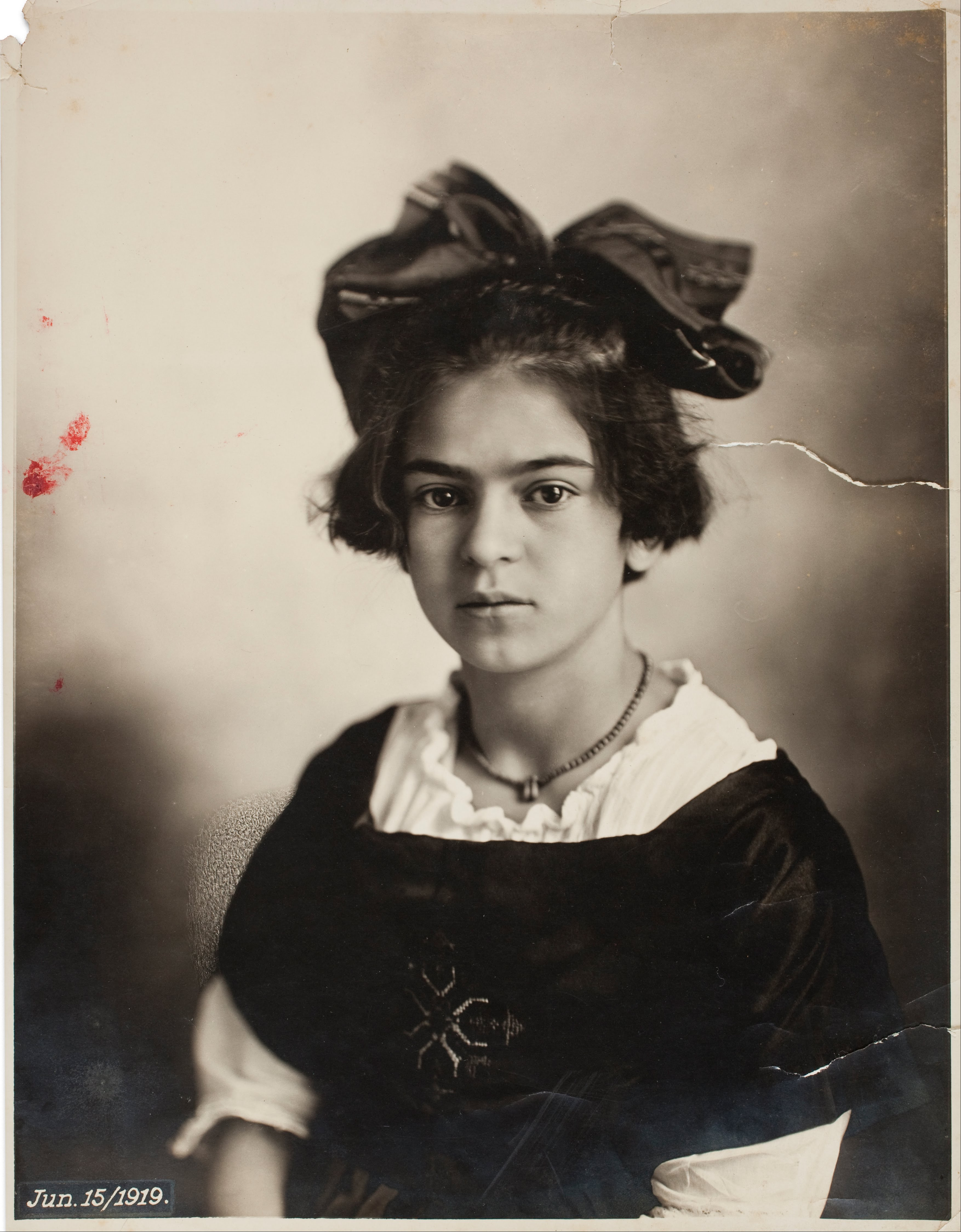
Фріда Кало у 12 років.

Магдалена Кармен Фріда Кало-і-Кальдерон народилася 6 липня 1907 року в Койоакані, тоді селі на околиці Мехіко (згодом змінила рік свого народження на 1910 — рік Мексиканської революції) третьою дитиною в родині. Сама вона стверджувала, що народилась у родинному домі «Ля Каса Асуль» («Блакитний будинок»), але, згідно з офіційними реєстраційними документами про народження, це сталось у сусідньому будинку, який належав її бабусі по материнській лінії. Батьками Кало були фотограф Гільєрмо Кало (1871—1941) і Матільда Кальдерон-і-Гонсалес (1876—1932). Батько походив із Німеччини й емігрував до Мексики 1891 року, після того як епілепсія, спричинена нещасливим випадком, завадила йому навчатися в університеті. Хоча Кало стверджувала, що її батько був євреєм, насправді він належав до лютеран. Мати народилася в штаті Оахака від батька-індіанця та матері іспанського походження. Фріда мала сестер Матільду (бл. 1898—1951), Адріану (бл. 1902—1968) і Крістіну (бл. 1908—1964), а також двох зведених сестер від батькового першого шлюбу — Марію Луїзу й Маргариту, які виховувались у монастирі.
Згодом Фріда описала атмосферу в домі дитинства як часто «дуже, дуже сумну». Батьки часто хворіли, шлюб був без любові. Стосунки матері з дочками були дуже напружені. Фріда характеризувала свою матір як «добру, діяльну й розумну, але водночас виважену, жорстоку і фанатично релігійну». Під час Мексиканської революції 1910—1920 років фотобізнес батька відчутно погіршився. До революції його замовником був уряд, який тепер скинули, а через тривалу громадянську війну поменшало приватних клієнтів.
Шестирічною Фріда захворіла на поліомієліт. Одужавши, вона на все життя залишилася кульгавою, а її права нога через параліч стала тоншою за ліву. Цю ваду вона приховувала під довгими спідницями. Через хворобу Фріді довелося на кілька місяців розлучитися з ровесниками, які потім дражнили її. Дівчинка замкнулася в собі, зате стала улюбленицею батька, що також мав інвалідність. Фріда цінувала батька за своє дитинство, «для мене він був чудовим прикладом ніжності, ставлення до роботи (як фотографа та художника); а понад те він розумів мої проблеми». Гільєрмо розповідав доньці про літературу, природу та філософію і заохочував до занять спортом, щоб поновити силу, хоча більшість тих вправ вважали не дівчачими. Крім того, батько навчив її фотосправи, і Фріда почала допомагати проявляти, ретушувати та розфарбовувати знімки.

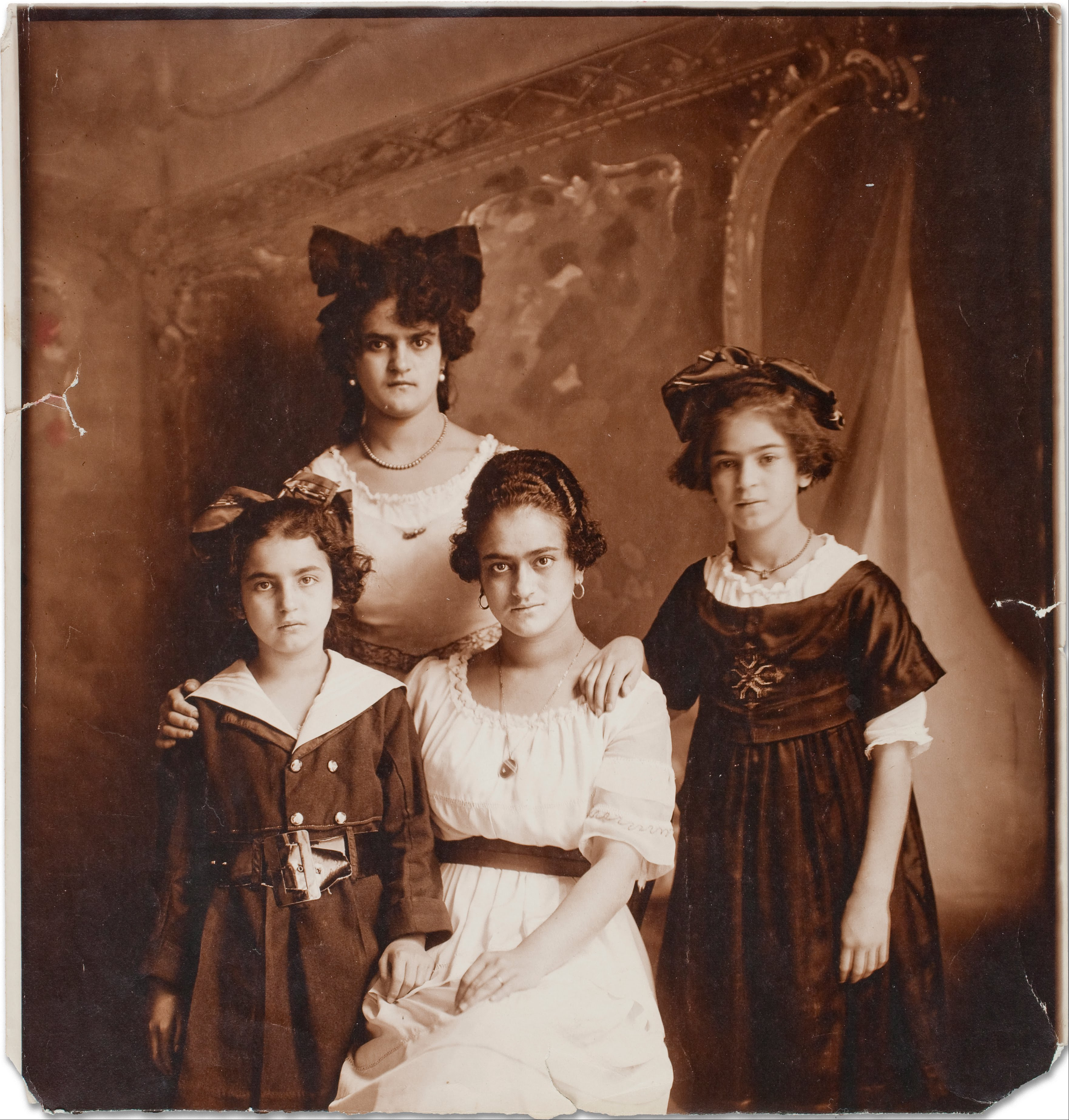
Фріда (праворуч) та її сестри Крістіна, Матільда й Адріана, 1916. Фото батька

Через поліомієліт Фріда пішла до школи пізніше за однолітків. Разом із молодшою сестрою Крістіною вона спочатку відвідувала місцевий дитячий садок і початкову школу в Койоакані, а згодом брала домашні уроки за п'ятий і шостий класи. Потім Крістіна приєдналася до своїх сестер у монастирській школі, а Фріду записали в німецьку школу, як бажав її батько. Невдовзі її відрахували за непослух і відіслали в школу для викладачів училищ. Фріда перебувала там недовго, бо вчителька домагалася її.
1922 року п'ятнадцятирічна Фріда вступила до «Препаторії» — елітної Національної підготовчої школи, однієї з найкращих шкіл Мексики, щоб вивчати медицину. Туди віднедавна почали допускати жінок: з-поміж 2000 школярів було лише 35 дівчат. Фріда була ненаситною читачкою, «глибоко занурилась і серйозно зацікавилася мексиканською культурою, політичною діяльністю та питаннями соціальної справедливості». Школа пропагувала indigenismo, нове відчуття мексиканської ідентичності, яке ґрунтувалося на гордості за корінну спадщину країни та на прагненні позбутися колоніального уявлення, що нібито Європа є чимось вищим, ніж Мексика. У той час на Фріду особливо впливали її дев'ять однокласників, із якими вона заснувала неформальний клуб «Качучас». Багато хто з них згодом увійшов до мексиканської інтелектуальної еліти. Вони були бунтівними й виступали проти всього консервативного, жартували, влаштовували вистави, а також обговорювали філософію і російську класичну літературу. У школі поведінку Фріди часто називали епатажною. Щоб приховати те, що вона старша від однокласників, і проголосити себе «дочкою революції», Фріда почала стверджувати, що народилася 7 липня 1910 року, того самого, коли відбулася Мексиканська революція, і трималася цього твердження упродовж усього життя. У «Препаторії» Фріда вперше зустрілася з мексиканським художником Дієго Ріверою, який щойно повернувся додому з Франції.

### 1925—1930: аварія, перші картини, шлюб

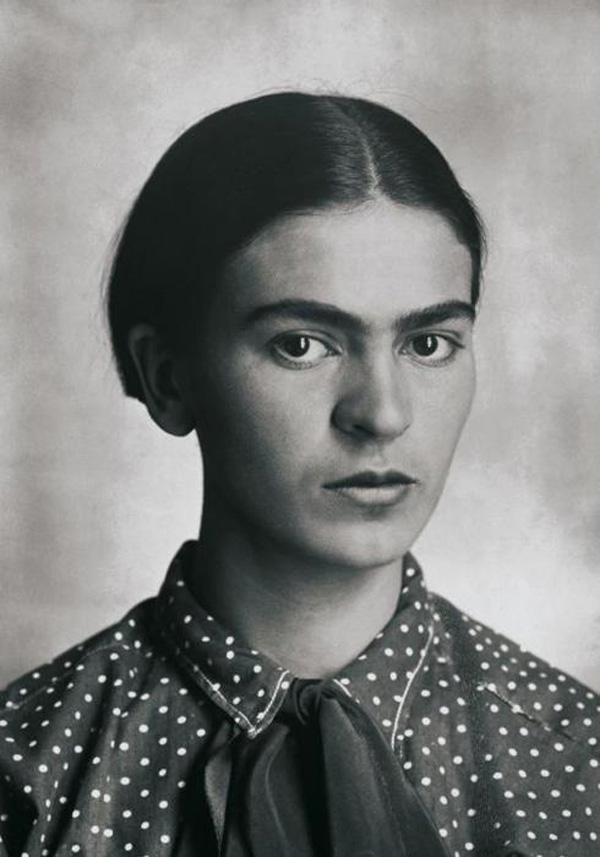
Фріда Кало, 1926 рік. Фото батька

17 вересня 1925 року Фріда Кало разом зі своїм хлопцем і членом «Качучас» Алехандро Гомесом Аріасом поверталася додому зі школи. Дерев'яний автобус, в якому вони їхали, зіткнувся з трамваєм. Кілька осіб загинуло. Фріда дістала майже смертельні травми — металевий поручень проткнув таз, зламавши його в трьох місцях. Були зламані обидва стегна, ребра, ключиця, на правій нозі було 11 переломів. Крім того, металевий поручень проколов живіт і матку.
Фріда провела місяць у шпиталі й два місяці реабілітації вдома, перш ніж змогла повернутися до роботи. Вона й далі відчувала біль у спині та втому, тож лікарі призначили рентгенне обстеження. Виявилося, що внаслідок аварії змістилися три хребці. Довелося вдягти гіпсовий корсет і на кілька місяців лягти в ліжко. За цей час вона перенесла понад 30 операцій, але проблеми зі здоров'ям залишилися на все життя.
Аварія поклала край мріям Кало стати лікаркою і спричинила пожиттєві болі та хвороби. Її друг Андрес Енестроса ствердив, що Фріда «живе вмираючи».
Постільний режим закінчився наприкінці 1927 року, і Кало відновила спілкування з давніми шкільними друзями, які тепер навчалися в університеті й брали участь у студентському політичному житті. Вона вступила в Комуністичну партію Мексики (КПМ) й познайомилася з політичними активістами і художниками, зокрема з кубинським комуністом у вигнанні Хуліо Антоніо Мельєю та італійсько-американською фотографкою Тіною Модотті. У червні 1928 року на одній з вечірок у Модотті Кало познайомили з Дієго Ріверою. З цим художником, одним із найуспішніших у Мексиці та помітною фігурою в КПМ, Кало вже побіжно зустрілася 1922 року, коли він малював фреску в її школі. Невдовзі після ближчого знайомства Кало попросила митця сказати, чи досить талановиті її картини, щоб продовжити кар'єру художниці. Рівера згадував, як сильно вразили його ці роботи, й стверджував, що побачив у них «незвичайну енергію вираження, точні контури фігур і справжню простоту… Вони були художньо правдиві своєю суттю й наділені творчою індивідуальністю… Мені стало очевидно, що ця дівчина — природжена художниця».

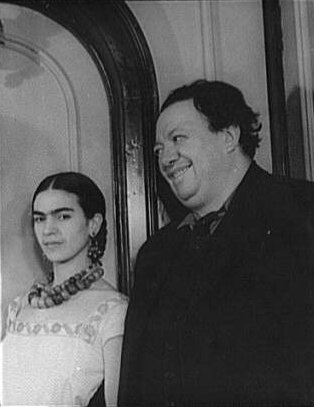
Фріда Кало з Дієго Ріверою, 1932

Кало почала стосунки з Дієго, попри його 42-річний вік. Раніше він уже був у двох цивільних шлюбах і сам зізнавався, що бабій. Рівера подобався жінкам, бо принаймні зовні він утримувався від образу «мачо» — головної риси мексиканського шовінізму, відповідно до якого жінки вважалися нижчими від чоловіків й були їхньою «власністю». Об'єднувало двох художників не тільки мистецтво, а й спільні політичні переконання — комунізм. 21 серпня 1929 року в мерії Койоакана відбулася цивільна церемонія одруження Кало та Рівери. Фрідині батьки висловилися, що це «шлюб слона з голубкою». Мати була проти шлюбу, натомість батько схвалив його, бо багатий Рівера міг утримувати дружину, що втратила працездатність і потребувала дорогого лікування. Вітчизняна і міжнародна преса широко висвітлили цей союз, який у найближчі роки став предметом постійної уваги мексиканських ЗМІ. У статтях подружжя називали «Дієго і Фріда».
Наприкінці 1929 року Кало переїхала з чоловіком до містечка Куернавака у штаті Морелос. Американський посол Двайт Морроу відрядив його туди малювати фрески у Палаці Кортеса. У той час Кало відмовилася від членства в КПМ — на підтримку Рівери, якого незадовго до шлюбу виключили з партії за підтримку лівого опозиційного руху в Третьому інтернаціоналі .
Під час Громадянської війни в Морелосі відбувалися одні з найзапекліших зіткнень, а життя в іспанському стилі містечка Куернавака загострило у Кало чуття мексиканської ідентичності та розуміння історії. Щоб підкреслити своє «метиське» коріння, Кало, як і багато тогочасних вітчизняних художниць та інтелектуалок, почала носити традиційні аборигенські селянські сукні «віпіл» і «ребозо» — довгі та строкаті, укладати вигадливі зачіски й носити багато прикрас. Особливо їй подобався вид «самобутньої тубільної культурної спадщини» — сукні, які в постреволюційній Мексиці носили жительки перешийка Теуантепек, що належали до матріархальної спільноти. Теуантепецьке вбрання дало змогу Кало виразити свої феміністичні та антиколоніальні погляди, приховати травми та завоювати прихильність Рівери. На його думку, «мексиканки, що не бажають носити [мексиканське вбрання], ментально й емоційно залежні від класу колонізаторів, до якого хотіли б належати»..

### 1931—1933: подорож до США
Наприкінці 1930 року чоловік завершив роботу в Куернаваці й переїхав із Фрідою до Сан-Франциско, де мав намалювати фрески в Клубі ділових ланчів фондової біржі Сан-Франциско і в Каліфорнійській школі витонченого мистецтва. Під час перебування подружжя в місті найвпливовіші колекціонери творів мистецтва та замовники «вшановували, носили на руках [і] пестували» його. Скоріше за все, тоді й розпочалася тривала любовна інтрига Кало з Марі.

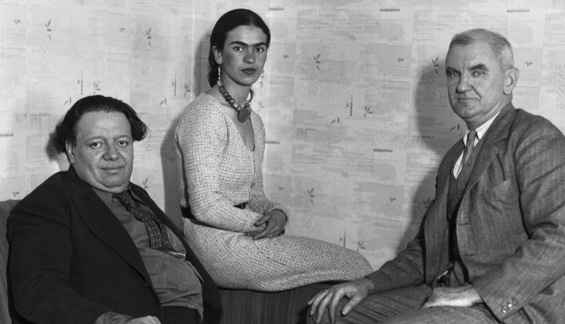
Кало, Рівера та Енсон Гуд'єр.

На літо 1931 року подружжя повернулося до Мексики, а восени вирушило до Нью-Йорка на відкриття ретроспективної виставки робіт Дієго в Музеї сучасного мистецтва (MCM). У квітні 1932 року вони поїхали до Детройта, де компанія «Ford Motor» замовила Дієго розпис стін у Детройтському інституті мистецтва. На той час Кало стала розкутішою у спілкуванні з пресою і вразила журналістів вільним володінням англійською, а також твердженням, що як художниця вона вправніша, ніж Рівера.
Рік, проведений у Детройті, видався мисткині важким. Вона втішалася поїздками до Сан-Франциско та Нью-Йорка й водночас відчувала неприязнь до деяких сторін американського суспільства, яке вважала колоніалістичним, а самих американців здебільшого «нудними». Їй не подобалося спілкуватися з такими капіталістами, як Генрі та Едсель Форди, і лютило те, що в багатьох детройтських готелях відмовляються приймати євреїв. У листі другові вона писала: «Хоча мене й дуже цікавить весь цей індустріальний і технічний розвиток Сполучених Штатів…», однак «я дуже сердита на тутешніх багатіїв, бо ж бачила тисячі людей у жалюгідному стані, яким нíчого їсти й ніде спати; найбільше вразило мене тут жахіття — вигляд багатіїв, що гуляють день і ніч, тоді як тисячі й тисячі людей помирають від голоду». Саме в Детройті у Кало виявили патологічну вагітність. Лікар погодився зробити аборт, але медикаменти не подіяли. Кало двоїсто ставилася до материнства й у цьому шлюбі вже зробила аборт. Після невдалої спроби перервати вагітність вона неохоче погодилася доносити дитину, але в липні стався викидень. Почалася небезпечна кровотеча, й Кало госпіталізували на два тижні. Менш ніж за три місяці після цього в Мексиці померла Фрідина мати від післяопераційних ускладнень.
.
У березні 1933 року Кало повернулася з чоловіком до Нью-Йорка, де йому замовили стінопис для Рокфеллерського центру. В цей час Кало працювала лише над однією картиною «Моя сукня висить там» (1934). Вона й далі давала інтерв'ю журналістам. У травні Ріверу звільнили з роботи над проєктом у Рокфеллерському центрі за те, що викликав міжнародний скандал, зобразивши в стінописі Володимира Леніна і відмовившись усунути це зображення. Натомість йому замовили стінопис для Нової робочої школи. Рівера хотів довше залишатись у США, але Кало скучила за домівкою, тож подружжя повернулося до Мексики в грудні 1933 року, відразу після відкриття стінопису.

### 1934—1939: Сан-Анхель і міжнародне визнання

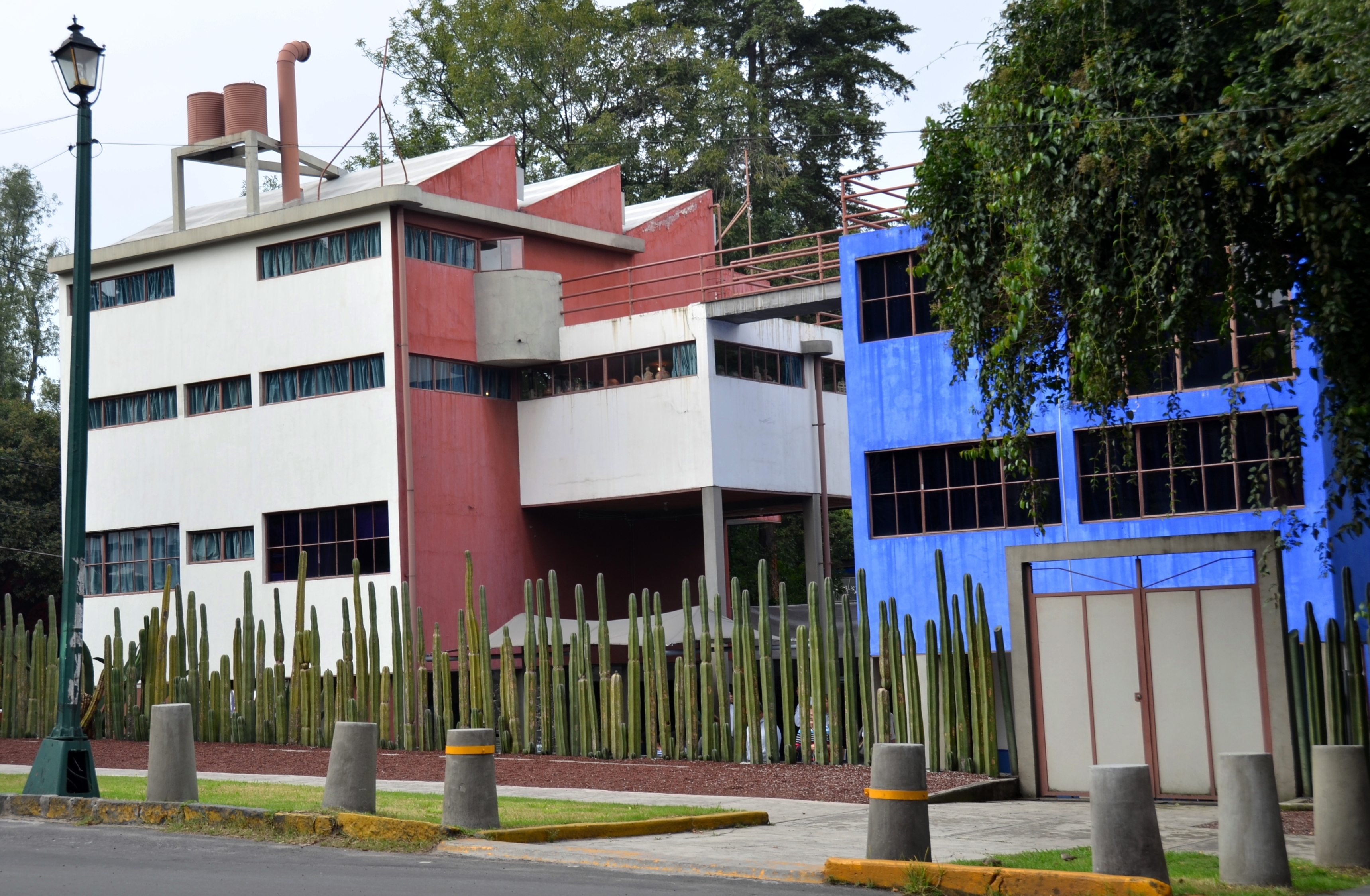
Сан-Анхель. Житла, в яких Кало і Рівера мешкали у 1934—1939 роках, аж до розлучення. Відтак Рівера використовував ці будинки як майстерні

Повернувшись до Мехіко, пара переселилася в новий будинок у престижному районі Сан-Анхель. Проєкт будівлі вони замовили у Хуана О'Гормана, учня Ле Корбюзьє. Житло складалося з двох секцій, з'єднаних мостом. Секцію Кало помальовано блакитним, а секцію Рівери — рожевим і білим. Богемне помешкання стало важливим місцем зустрічей мексиканської та закордонної художньої і політично-активістської спільноти.
1934 року Кало не писала нових картин, а наступного створила лише дві. Вона хворіла, перенесла апендектомію та ампутацію гангренозних пальців ноги, мала два викидні. Подружнє життя стало напруженим. Рівера нерадо повернувся до Мексики і звинувачував у цьому Кало. Він і раніше зраджував дружину, а тепер завів інтрижку з її молодшою сестрою Крістіною. Це завдало Кало глибокого душевного болю. Дізнавшись про зраду на початку 1935 року, вона перебралась у квартиру в центральній частині Мехіко і почала думати про розлучення, мала стосунки з американським художником Ісаму Ноґучі.
Наприкінці 1935 року Кало помирилася з Ріверою та Крістіною і повернулася до Сан-Анхеля. Як тітка, вона вділяла любов та ласку дітям Крістіни — Ізольді й Антоніо. Попри примирення, подружжя не дотримувалось моногамії. 1936 року Кало поновила політичну діяльність, вступивши до Четвертого інтернаціоналу і ставши однією з засновниць комітету солідарності, який мав на меті підтримати республіканців під час Громадянської війни в Іспанії. Кало та Рівера переконали мексиканську владу дати притулок колишньому радянському лідерові Леву Троцькому і запропонували йому та його дружині Наталії Сєдовій пожити в «Ля Каса Асуль». Подружжя жило там від січня 1937 до квітня 1939 року, за цей час Кало і Троцький стали добрими друзями і мали короткий роман
.
Одразу після відкриття своєї виставки в Парижі Кало вирушила на кораблі до Нью-Йорка. Вона прагла бути з Марі, але він вирішив припинити їхні стосунки, бо зустрів іншу й мав одружитися. Кало повернулася до Мехіко, де Рівера вимагав розлучення. Достеменно причини його рішення невідомі, але офіційно він заявив, що це просто «питання юридичної зручності в сучасному житті… без ніяких почуттєвих, ментальних, мистецьких або економічних причин». Їхні друзі вважали головними причинами розлучення взаємні зради. У листопаді 1939 року пара розлучилася офіційно, проте залишалися друзями, і Кало далі провадила фінансові справи та листування колишнього чоловіка.

### 1940—1949: «Ля Каса Асуль», успіх у Мексиці та погіршення здоров'я
Розлучившись, кало повернулась у «Ля Каса Асуль». Самостійно заробляючи, мисткиня починає новий плідний період творчості. Джерелом натхнення стало побачене за кордоном. Підбадьорена дедалі більшим визнанням, Кало перейшла від маленьких бляшаних листів, які слугували основою робіт із 1932 року, до великих полотен, які легше було експонувати. Вона також розвинула складнішу техніку, обмежила кількість графічних деталей і почала створювати більше погрудних портретів, які мали кращий збут. У цей період Кало написала кілька своїх найвідоміших полотен: «Дві Фріди» (1939), «Автопортрет з підстриженим волоссям» (1940), «Поранений стіл» (1940) і «Автопортрет з терновим намистом і колібрі» (1940). 1940 року її роботи відібрали для трьох виставок: Четвертої міжнародної виставки сюрреалістів у Мехіко, Міжнародної виставки «Ґолден-Ґейт» у Сан-Франциско та виставки «Двадцять століть мексиканського мистецтва» у Музеї сучасного мистецтва в Нью-Йорку.
.
21 серпня 1940 року в Койоакані вбили Троцького, де він жив після того, як вибрався з «Ля Каса Асуль». Фріду Кало з сестрою Крістіною заарештували на два дні як підозрюваних у причетності до вбивства, оскільки вони були знайомі з вбивцею. Наступного місяця Кало поїхала до Сан-Франциско, щоб позбутися болю в спині та грибкової інфекції руки. Після розлучення її й так слабке здоров'я невпинно погіршувалося, а надуживання спиртного загострило перебіг хвороб.
Після вбивства Троцького Рівера переховувався у Сан-Франциско й узяв там замовлення на виконання роботи. Перебуваючи в цьому місті, Кало мала стосунки з артдилером Гайнцом Берггруеном, однак помирилася з Ріверою і 8 грудня 1940 року знову взяла з ним цивільний шлюб у Сан-Франциско, а невдовзі після весілля повернулася разом до Мехіко. Упродовж перших п'яти років подружнє життя було менш бурхливим, ніж колись. Обоє стали незалежнішими, проживали переважно в «Ля Каса Асуль», а будинок у Сан-Анхелі Рівера залишив собі як майстерню і другу квартиру. Обоє і далі мали стосунки поза шлюбом.
Попри лікування у Сан-Франциско, Кало хворіла аж до смерті. У 1940—1954 роках через проблеми з хребтом вона носила 28 підтримувальних корсетів зі сталі, шкіри й гіпсу. Боліли ноги, інфекція на руці стала хронічною, довелося лікуватися від сифілісу, а у квітні 1941 року через смерть батька почалася депресія. Стан здоров'я прив'язав художницю до резиденції «Ля Каса Асуль», що стала центром її світу. Вона знаходила втіху, доглядаючи будинок та сад і спілкуючись із друзями, слугами й різними домашнім тваринами, зокрема мавпами-павуками, собаками породи ксолоітцкуінтлі та папугами.
У червні 1945 року Кало вирушила до Нью-Йорка на операцію укріплення хребта. Хірурги вживили в нього кістковий трансплантат і металеву опору. Ця складна операція не вдалася. Та й сама Кало саботувала одужання: не відпочивала, як слід, ба більше — завдавала собі шкоди, зриваючи пов'язки з ран під час спалахів гніву.

### 1950—1954: Останні роки
Більшу частину 1950 року Фріда Кало провела в шпиталі А-Бе-Се в Мехіко, де їй ще раз вживили кістковий трансплантат у хребет. Це спричинило серйозну інфекцію і потребу зробити кілька наступних операцій. Виписавшись, вона здебільшого перебувала в «Ля Каса Асуль» і пересувалася на милицях та в інвалідному візку.
У серпні 1953 року Кало ампутували праву ногу нижче коліна через гангрену. Почалася глибока депресія і сильна тривога, посилилася залежність від знеболювальних засобів. Коли Рівера почав новий роман, Кало спробувала покінчити з собою через передозування. У лютому 1954 року Кало написала у своєму щоденнику: «…вони завдали мені століття страждань, і я майже збожеволіла. І далі хочу вбити себе. Дієго — ось що стримує мене від цього вчинку, хоча намарне думати, що він сумуватиме за мною. …Але ніколи в житті я не страждала дужче. Я ще трохи зачекаю…». У квітні й травні Кало знову лежала в лікарні. Тієї весни, після річної перерви, вона знову почала малювати. Серед її останніх картин політичні полотна «Марксизм вилікує хворих» (бл. 1954) і «Фріда і Сталін» (бл. 1954), а також натюрморт «Хай живе життя!» (1954).

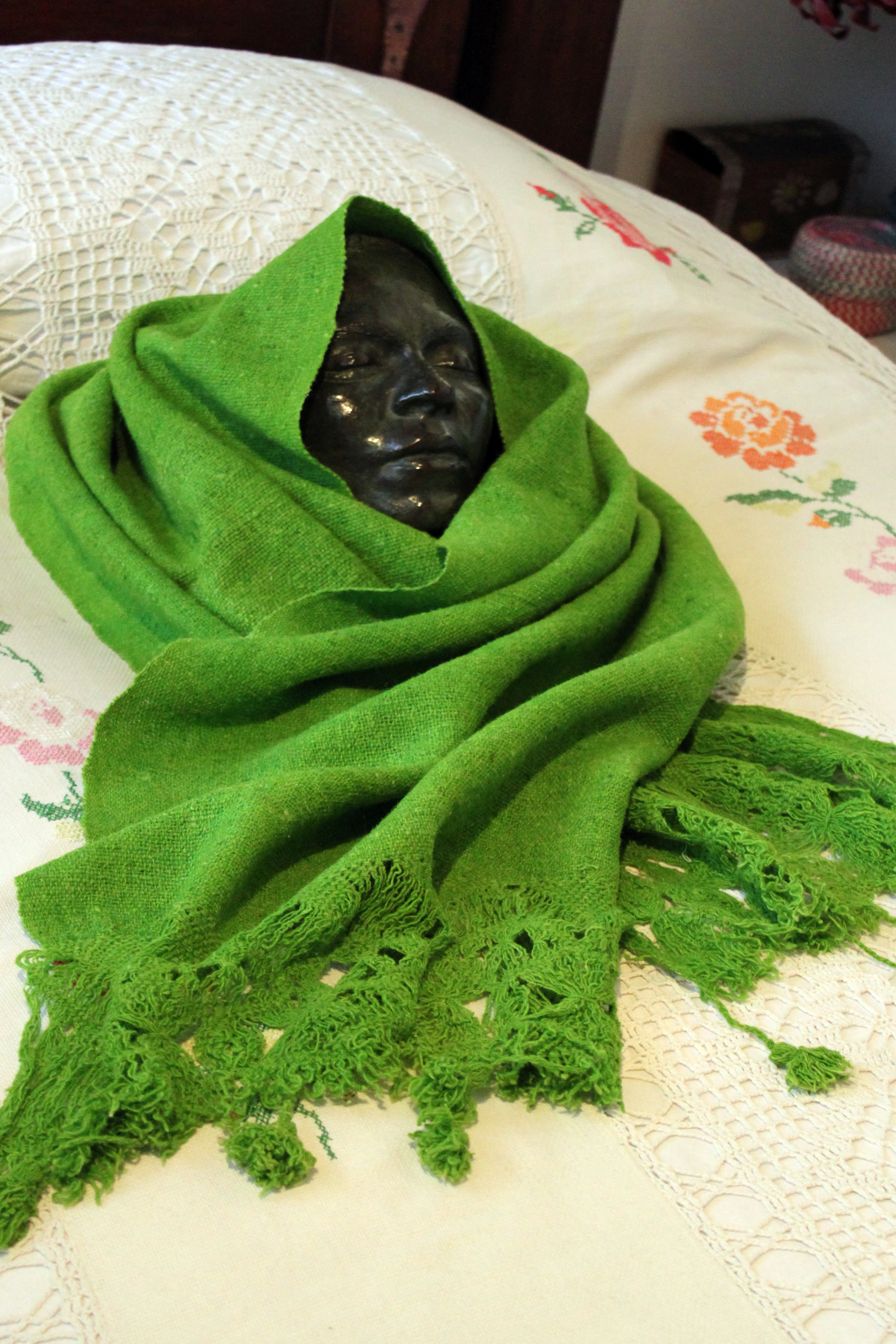
Посмертна маска Кало на її постелі в «Ля Каса Асуль»

В останні дні життя Фріда Кало була здебільшого прикута до ліжка через пневмонію. 2 липня 1954 року вона з'явилася на людях, взявши з Дієго участь у демонстрації проти вторгнення ЦРУ у Гватемалу. Здавалося, художниця передчуває близьку смерть, бо говорила про неї зі своїми відвідувачами і малювала скелетів та ангелів у щоденнику. Останнім був малюнок чорного ангела, якого життєписиця Гейден Еррера вважала Фрідиним «ангелом смерті». Це зображення супроводжували слова, які незадовго до смерті вона залишила у щоденнику: «Радісно очікую відходу й сподіваюся, що вже не повернуся» («Espero alegre la salida — y espero no volver jamás»).
Через вихід на демонстрацію хвороба загострилася. Уночі проти 12 липня 1954 року Фріду лихоманило, їй було дуже боляче. Близько шостої ранку, 13 липня 1954 року, медсестра застала художницю мертвою у ліжку. Їй було 47 років. Офіційною причиною смерті подали тромбоемболію легеневої артерії, хоча розтину не робили. Еррера ствердила, що насправді Кало скоїла самогубство. Медсестра, яка пильно контролювала вживання знеболювального, згодом запевнила, що в ніч смерті Кало передозувала. Згідно з рецептом, максимальна доза становила сім пігулок, а мисткиня випила одинадцять. Також того вечора вона вручила Рівері подарунок із нагоди роковин весілля на місяць раніше від дати.
Увечері 13 липня тіло Фріди Кало перевезли до Палацу образотворчого мистецтва, де воно лежало під комуністичним прапором. Наступного дня тіло помістили в Пантеоні скорботи (Panteón Civil de Dolores), де на прощання зібрались у вузькому колі друзі та родина. Сотні шанувальників стояли надворі. Згідно з побажанням Кало, її кремували. Рівера сказав, що смерть дружини стала «найтрагічнішим днем мого життя». Сам він помер за три роки, у 1957-му. Доколумбову урну з прахом художниці поставили в «Ля Каса Асуль». 1958 року в цьому будинку відкрито музей пам'яті Фріди Кало.

## Посмертне визнання і «фрідоманія»
Мистецтвознавиця Оріана Бедделі
Співробітники галереї «Тейт Модерн» вважають Кало «однією з найвизначніших художниць ХХ століття». Згідно з думкою мистецтвознавиці Елізабет Бейквелл, Фріда Кало — «одна з чільних постатей двадцятого століття в Мексиці». Славу художниці Кало здобула в останні роки свого життя, а після смерті прославилася ще більше. За життя передусім її знали як дружину Дієго Рівери і як ексцентричну особу серед міжнародної культурної еліти. Наприкінці 1970-х, коли науковиці з феміністичними поглядами поставили під сумнів виключення творчості жінок і незахідних художників з канону мистецтвознавства, відбулось визнання Фріди Кало. Члени руху Чикано возвеличили мисткиню як одну зі своїх кумирів. У Мексиці перші дві книжки про Кало вийшли 1976-го і 1977 року — авторства Терези дель Конде і Ракель Тіболь відповідно. «Дерево надії, стій несхитно» (1944) стало першим її полотном, що пішло з молотка за 19 тис. доларів на аукціоні Сотбі. 1978 року, після цих знакових подій, відбулись перші дві ретроспективні виставки робіт Кало, одна в Палаці витонченого мистецтва у Мехіко, а друга — в Музеї сучасного мистецтва в Чикаго.
За межами Мексики важливу роль у пробудженні інтересу широких мас до життя і творчості Кало відіграли дві події. Першою стала виставка картин художниці і фотографій Тіни Модотті в лондонській галереї «Вайтчепел», кураторами та організаторами якої були Пітер Воллен і Лора Малві. Вона відкрилась у травні 1982 року, а потім вирушила до Швеції, Німеччини, США та Мексики. Другою була публікація міжнародного бестселера мистецтвознавиці Гейден Еррери «Фріда: Біографія Фріди Кало» 1983 року.
До 1984 року слава Кало як художниці досягла такої міри, що в Мексиці її роботи оголосили національною культурною спадщиною й заборонили вивозити з країни. В результаті, її картини рідко з'являються на міжнародних аукціонах, а повні виставки стали рідкістю. Попри те, в 1990-х і 2000-х роках вартість її творів й далі била рекорди у латиноамериканському мистецтві. 1990 року картину «Дієго і я» придбали з молотка за 1,43 млн доларів на аукціоні «Сотбі», і Фріда Кало стала першою латиноамериканською художницею, чию роботу продали за понад мільйон доларів. 2006 року полотно «Корені» (1943) сягнуло ціни 5,6 млн доларів, а 2016 року «Дві оголені в лісі» (1939) продано за вісім мільйонів.
Постать Кало викликала такий жвавий інтерес, що його описали словом «фрідоманія». Її вважають «однією з найвпізнаваніших митців», зображення Фріди Кало, як і Ернесто Че Гевари та Боба Марлі, «застосовують так само часто й надають йому такої самої символіки». Її життя та мистецтво надихнуло на створення реклами низки товарів, а її характерний вигляд дотепер використовують у світі моди. 2002 року вийшов голлівудський біографічний фільм «Фріда» режисерки Джулі Теймор. Його зняли на основі біографічних матеріалів Еррери. Кало зіграла Сальма Гаєк, співпродюсерка фільму. Він зібрав 56 млн доларів у всьому світі, дістав шість номінацій на премію «Оскар» й здобув дві нагороди: за найкращий грим і за найкращу музику. 2017 року студія «Дісней-Піксар» також обрала Кало прототипом другорядної ролі в мультфільмі «Коко», яку озвучила Наталія Кордова-Баклі.

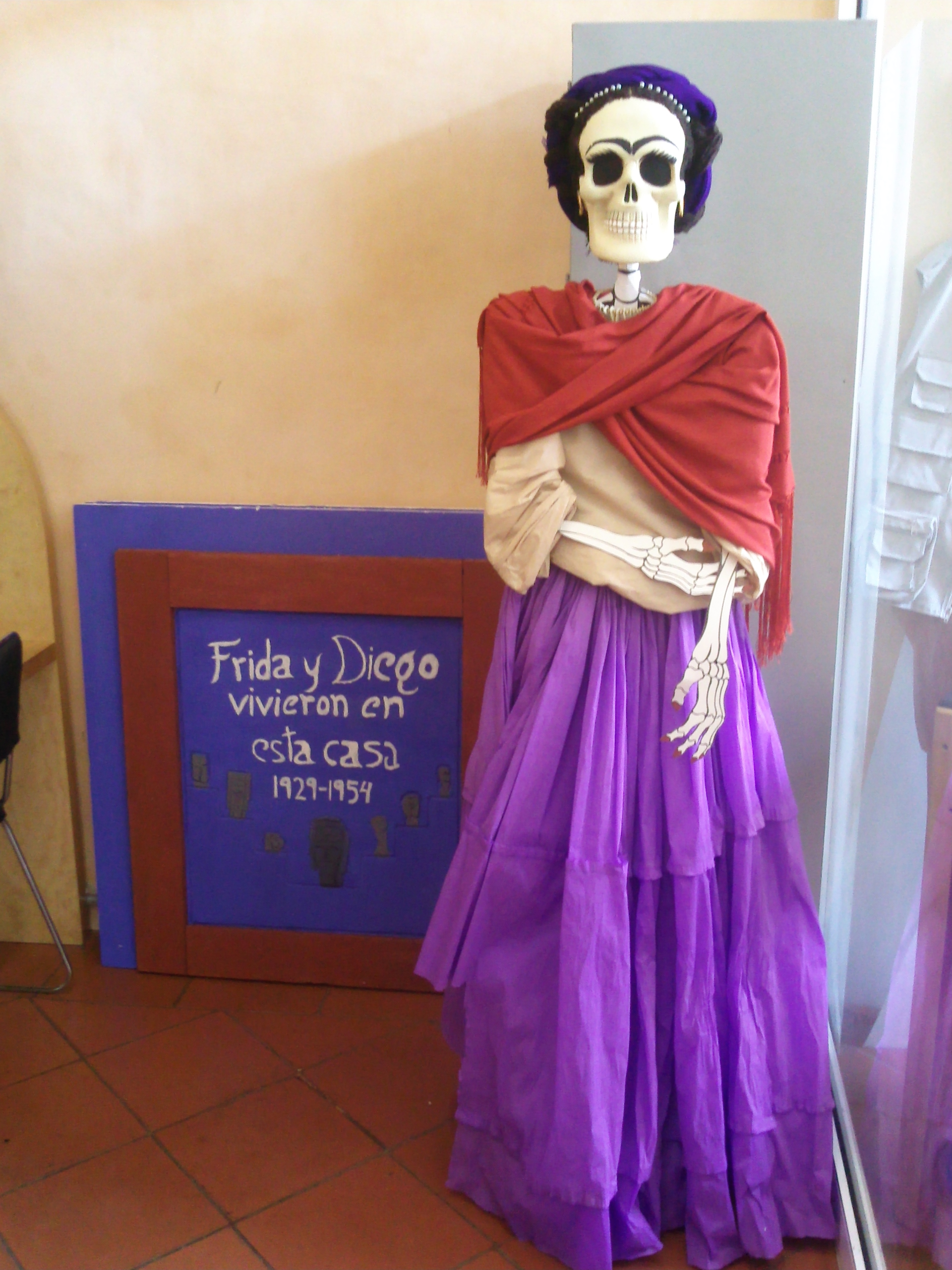
Воскова фігура Кало на День мертвих у музеї Фріди Кало.

Передусім популярність Кало завдячує захопленню історією її життя, особливо його болючими та трагічними аспектами. Вона стала кумиркою для кількох груп меншин і політичних рухів, як-от феміністок, спільноти ЛГБТ та чиканос. Оріана Бедделі написала, що Кало стала символом нонконформізму та «архетипом культурної меншини». Художницю розглядають одночасно як «жертву, покалічену та скривджену», і «жінку, що вижила і далі бореться». Едвард Салліван заявив, що Кало є героїнею для багатьох, бо вона «з тих, що легалізували свою власну боротьбу, щоб знайти свій голос і свою роль у суспільстві». За Джоном Берґером, популярність Кало частково зумовлена тим, що «поділитися болем — це суттєва передумова для того, щоб віднайти гідність і надію» в суспільстві двадцять першого століття. Керк Варнедо, колишній головний куратор МСМ, пояснює посмертний успіх Кало тим, що «вона грає на сьогоднішній уразливості душі: Фрідине психо-обсесивне занепокоєння собою, створення особистого альтернативного світу передає напругу. Її постійна зміна власної ідентичності, складання театру „себе“, є власне тим, чим захоплюються такі сучасні мисткині, як Сінді Шерман або Кікі Сміт і, на більш популярному рівні, Мадонна…».
Численні вчені й культурні рецензенти критикують популярність Кало після смерті та комерціалізацію її образу. Вони вважають, що не тільки багато аспектів її життя міфологізовано, а й драматичні факти біографії затьмарюють її мистецтво, призводять до спрощеного тлумачення творчості, коли подається буквальний опис подій її життя. На думку журналістки Стефані Менсімер Кало «досі сприймають як втілення кожної можливої політично коректної справи» і,
|  | подібно до зіпсованого телефону, чим більше переповідають, тим більше спотворюють історію Фріди Кало, оминають незручні деталі, які показують, що вона значно складніша й недосконаліша постать, ніж зображають у кіно та кулінарних книжках. Таке піднесення художниці над мистецтвом применшує суспільне розуміння місця Фріди в історії й затьмарює глибші та тривожніші істини з її картин. Ще більшою проблемою є те, що, ретушуючи життєпис Фріди, її промоутери зорганізували її неминуче падіння з п'єдесталу, таке характерне для жінок-художниць у той час, коли противники об'єднуються і роблять своєю ціллю для стрільби її роздутий імідж, а разом з ним і її мистецтво». Оригінальний текст (англ.) like a game of telephone, the more Kahlo's story has been told, the more it has been distorted, omitting uncomfortable details that show her to be a far more complex and flawed figure than the movies and cookbooks suggest. This elevation of the artist over the art diminishes the public understanding of Kahlo's place in history and overshadows the deeper and more disturbing truths in her work. Even more troubling, though, is that by airbrushing her biography, Kahlo's promoters have set her up for the inevitable fall so typical of women artists, that time when the contrarians will band together and take sport in shooting down her inflated image, and with it, her art." |

Оріана Бедделі, зіставивши зацікавлення сповненим труднощами життям Фріди Кало і Вінсента ван Гога, зазначила що принципова відмінність між цими двома сприйняттями полягає в тому, що більшість людей асоціюють ван Гога з його картинами, тоді як Кало зазвичай оцінюють за створеним нею образом самої себе. Це хибне трактування художників і художниць. Подібно, Пітер Воллен порівняв зведене в культ послідовництво Кало з ситуацією щодо Сильвії Плат, чию «незвичайно складну й суперечливу творчість» затьмарила спрощена зосередженість на її житті.

### Відзначення та втілення характеру

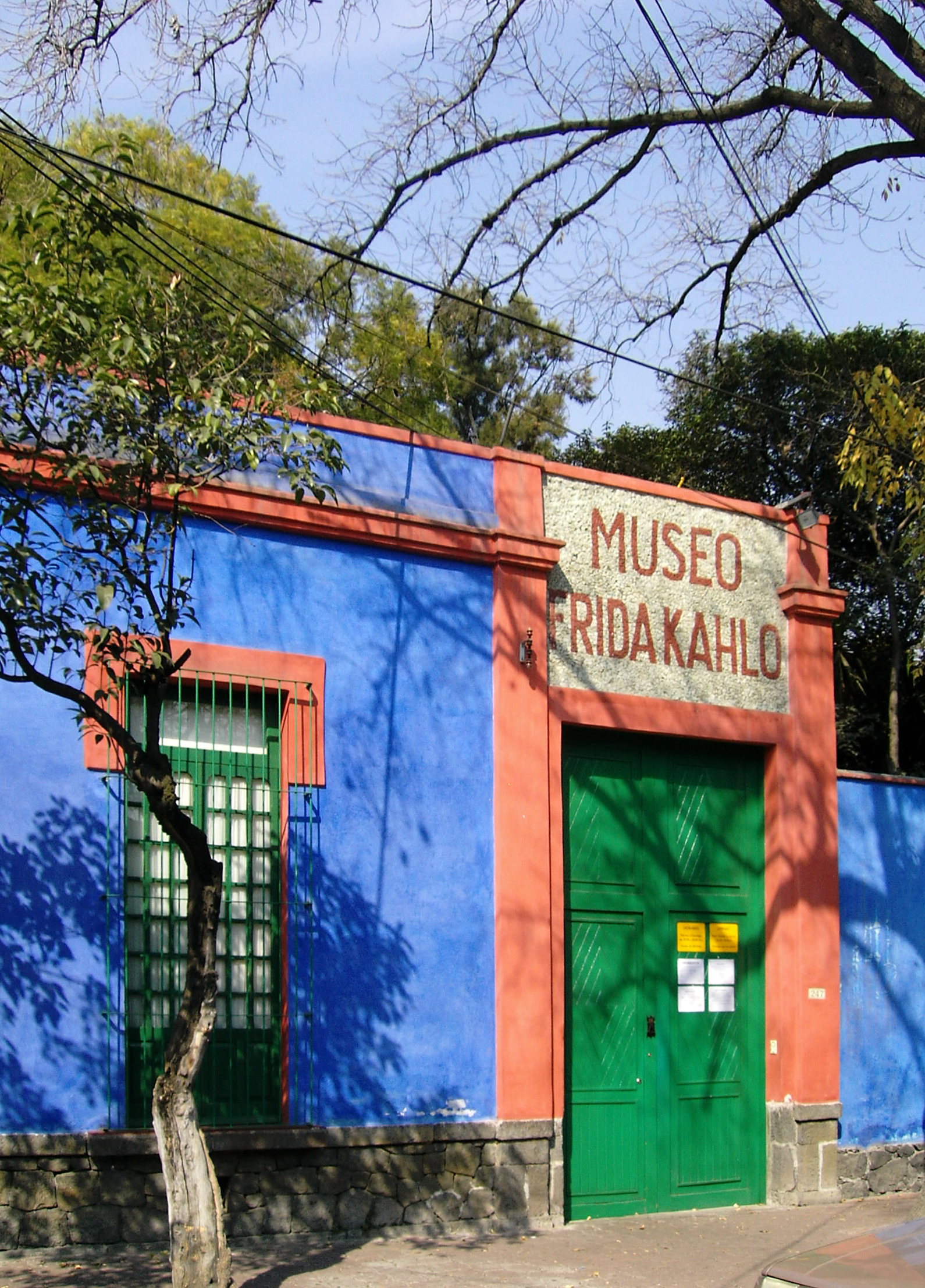
«Ля Каса Асуль» як музей, присвячений Кало, відкрили для публічного доступу 1958 року

Спадщину Кало вшановано у кілька способів. 1958 року в «Ля Каса Асуль» відкрито музей, нині один із найпопулярніших у Мехіко. Щомісяця його відвідує близько 25 тис. осіб. 1985 року іменем Фріди Кало названо парк у Койоакані. У парку є її бронзова статуя. 2001 року вона стала першою іспаномовною жінкою, яку зобразили на поштовій марці США. 2012 року її бронзове зображення поміщено у Леґасі-Вок, відкритій публічній виставці в Чикаго, присвяченій історії ЛГБТ та членів цієї спільноти.
2007 року на честь століття від дня народження Кало організовано кілька пам'ятних церемоній. А деякі відбулись 2010 року на її столітній (відповідно до запису в паспорті) ювілей. Зокрема, Банк Мексики випустив нову банкноту номіналом 500 песо. На лицьовому боці зображено Дієго Ріверу, а на зворотному — картину Кало «Любовні обійми Всесвіту, Землі (Мексики), мене, Дієго і пана Шолотля» (1949). Найбільша ретроспективна виставка її робіт в Палаці витонченого мистецтва в Мехіко побила попередній рекорд відвідуваності.
Данину пам'яті віддали також митці, яких надихали життя та творчість Кало. 1984 року Поль Ледюк випустив біографічний фільм «Фріда, жива природа», у якому Кало зіграла Офелія Медіна. Кало стала прообразом головних героїнь у трьох художніх романах. Це «Фріда» Барбари Мухіки (2001), «Фрідине ліжко» Славенки Дракулич (2008) і «Лакуна» Барбари Кінгсолвер (2009). 1994 року американський джазовий флейтист і композитор Джеймс Ньютон випустив альбом «Сюїта для Фріди Кало». 2017 року письменниця Моніка Браун та ілюстратор Джон Парра опублікували дитячу книжку «Фріда Кало і її анімалітос», у якій ідеться головним чином про диких і домашніх тварин у житті та мистецтві художниці.
Фріда Кало також фігурувала як персонажка кількох театральних постановок. 2016 року Тамара Рохо і Аннабель Лопес Очоа створили балет на одну дію для Англійського національного балету, інспірований образом художниці. 1991 року на Американському музично-театральному фестивалі у Філадельфії відбулася прем'єра опери «Фріда» Роберта Хав'єра Родрігеса, а 2014 року в Гельсинському музичному центрі вперше представлено оперу «Фріда і Дієго» фінського композитора Калеві Ахо. Вона була головною героїнею кількох п'єс, зокрема: «До побачення, моя Фрідучіто» Долорес С. Сендлер (1999), «Ля Каса Асуль» Роберта Лепажа і Софі Фоше (2002), «Фріда Кало: viva la vida!» Умберто Роблеса (2009) і «Дерево надії» Ріти Ортес Провост (2014). 2018 року, компанія «Mattel» представила 17 нових ляльок Барбі на честь Міжнародного жіночого дня, одна з яких зображала Фріду Кало. Критики негативно сприйняли тонку талію ляльки й те, що в неї не було зрощених брів.
2018 року окружна рада Сан-Франциско одноголосно проголосувала за перейменування Фелан авеню на Фріда Кало вей. На цій вулиці знаходиться міський коледж Сан-Франциско і середня школа імені архієпископа Ріордана.

## Творчість
Див. більше: Список картин Фріди Кало
Робóти Фріди Кало позначені дуже сильним впливом народного мексиканського мистецтва, культури доколумбових цивілізацій Америки. Її творчість насичена символами і фетишами. Однак європейський живопис помітно відбився на її творчості: у ранніх роботах виразно виявилося Фрідине захоплення, наприклад, Боттічеллі. Цій творчості притаманна стилістика наївного мистецтва. Великий вплив на стиль живопису Фріди Кало мав її чоловік, художник Дієго Рівера.
Фахівці вважають, що 1940-ві роки — це епоха розквіту художниці, час її найбільш цікавих і зрілих робіт.
У творчості Фріди Кало переважає жанр автопортрета. У цих роботах метафорично відображено події життя художниці («Госпіталь Генрі Форда», 1932, приватне зібрання, Мехіко; «Автопортрет з присвятою Льву Троцькому», 1937, Національний музей «Жінки в мистецтві», Вашингтон; «Дві Фріди», 1939, Музей сучасного мистецтва, Мехіко; «Марксизм зцілює хвору», 1954, Будинок-музей Фріди Кало, Мехіко).

### Виставки
2005 року картину «Корінь» виставлено в галереї «Тейт», Фрідина персональна виставка в цій лондонській галереї стала однією з найуспішніших в її історії: зафіксовано близько 370 тисяч відвідувачів.

### Галерея
На початку 2006 року автопортрет «Корінь» («Raices») експерти аукціону «Сотбі» оцінили у 7 млн. доларів. Художниця зобразила себе олійними фарбами на металевій дошці в 1943-му, після повторного шлюбу з Дієго Ріверою. Рекордною ціною картин Кало залишається ще один автопортрет 1929 року, проданий 2000-го року за 4,9 млн. доларів (стартова оцінка — $3 — 3,8 млн.).

## Відзначення сторіччя
Столітньому ювілею від дня народження Фріди Кало була присвячена найбільша виставка робіт художниці в Палаці витонченого мистецтва в Мехіко. На ній зібрано експонати з Детройту, Міннеаполісу, Маямі, Лос-Анджелесу, Сан-Франциско і Наґої (Японія). Експозицію становили понад сто художніх робіт, а також рукописи і 50 листів, уперше оприлюднені. Виставка тривала з 13 червня по 12 серпня 2007 року, її відвідала рекордна кількість глядачів. Від 20 серпня до кінця вересня частину представлених в Мехіко робіт виставлено в Монтерреї(штат Нуево-Леон), а тоді перевезено до музеїв США.
2008 року в США виставку робіт Фріди Кало — понад сорок автопортретів, натюрмортів і портретів — влаштовано в Центрі мистецтв Вокера в Міннеаполісі, Музеї мистецтва Філадельфії, Музеї сучасного мистецтва в Сан-Франциско тощо.
На берлінській виставці «Ретроспектива творчості Фріди Кало» у «Вальтер-Гропіус-Бау», що проходила з 30 квітня по 9 серпня 2010 року, показано понад 120 малюнків і картин, серед них кілька малюнків, що раніше не експонувалися. Фріда Кало стверджувала, що народилася 1910 року, під час Мексиканської революції, тому виставку в Берліні також присвячено цьому ювілею.

## Будинок-музей
Див. більше: Будинок-музей Фріди Кало
Будинок у Койоакані, старому житловому районі на південному заході передмістя Мехіко споруджено 1904 року на маленькому клаптику землі. Товсті стіни зовнішнього фасаду, плаский дах, один житловий поверх, планування, при якому всі кімнати завжди залишалися прохолодними й мали вихід на внутрішнє подвір'я, — майже зразок житла в колоніальному стилі. Він стояв на розі вулиць Лондрес і Альєнде, всього за кілька кварталів від центральної міської площі, й зовні майже нічим не відрізнявся від інших у Койоакані. Так було впродовж 30 років, а тоді Дієго і Фріда змінили його вигляд, який зберігся досі. Нині це будинок з переважно синіми стінами й чепурними високими вікнами, прикрашений в традиційному індіанському стилі. Це будинок, повен пристрасті.
Вхід до музею охороняють два гігантські Юди, їхні семиметрові фігури з пап'є-маше застигли у жесті, ніби запрошуючи один одного до розмови. Усередині на робочому столі палітри і пензлі Фріди лежать так, ніби вона щойно їх там залишила. На ліжку Дієго Рівери лежить капелюх, його робочий халат і стоять величезні черевики. У великій кутовій спальні є скляна вітрина, над якою написано: «Тут 7 липня 1910 року народилася Фріда Кало». Напис з'явився за чотири роки після смерті художниці, коли її домівка стала музеєм, і не є правдою. Згідно зі свідоцтвом про народження Фріди, вона з'явилася на світ 6 липня 1907 року. Обравши щось значніше за нікчемні факти, вона вирішила змінити цю дату — з 1907-го на 1910 рік, коли почалася Мексиканська революція. Оскільки в роки революційного десятиліття вона була дитиною і жила серед хаосу і залитих кров'ю вулиць Мехіко, то вирішила, що народилася разом із цією революцією.
Невеличкий дворик обмежують яскраво-блакитні та червоні стіни, які прикрашає ще один напис: «Фріда і Дієго жили в цьому будинку з 1924 до 1954 року». Він відображає сентиментальне, ідеальне ставлення до шлюбу, що також не є дійсністю. Перед поїздкою Дієго і Фріди до США, де вони провели 4 роки (до 1934 року), в цьому будинку вони жили недовго. Упродовж 1934—1939 років пара мешкала у двох будинках, зведених спеціально для них в житловому районі Сан-Анхель. Потім настали довгі періоди, коли Дієго, воліючи жити незалежно в сан-анхельській студії, мешкав не з Фрідою, не кажучи вже про той рік, коли подружжя роз'їздилося, розлучалося і знову воз'єднувалося. Обидва написи прикрасили дійсність. Як і сам музей, вони — частина легенди про Фріду.
2020 року відкрито віртуальну екскурсію будинком-музеєм, відвідувачі якої можуть побачити понад 300 речей мисткині.

### Фотографії будинку

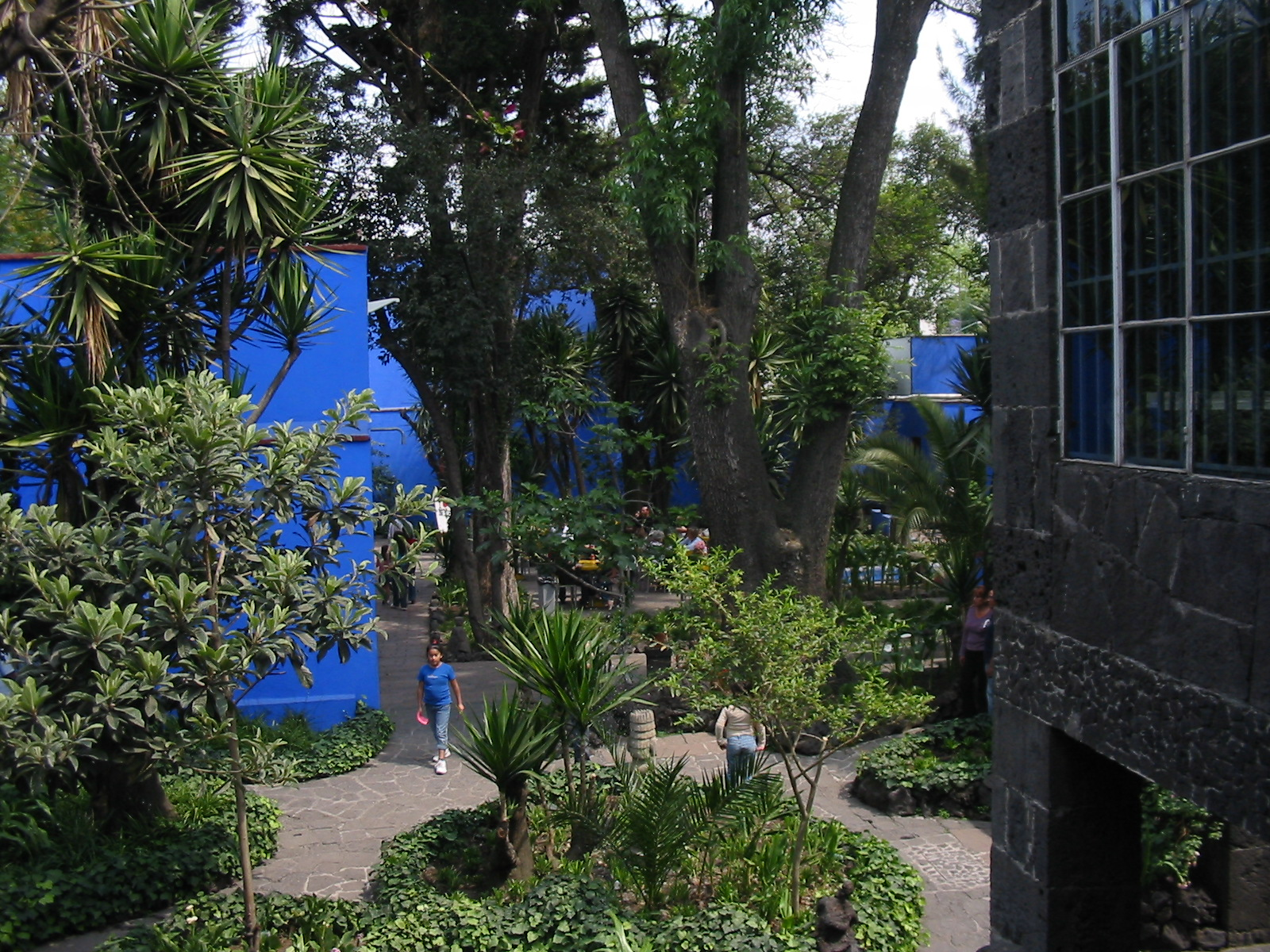
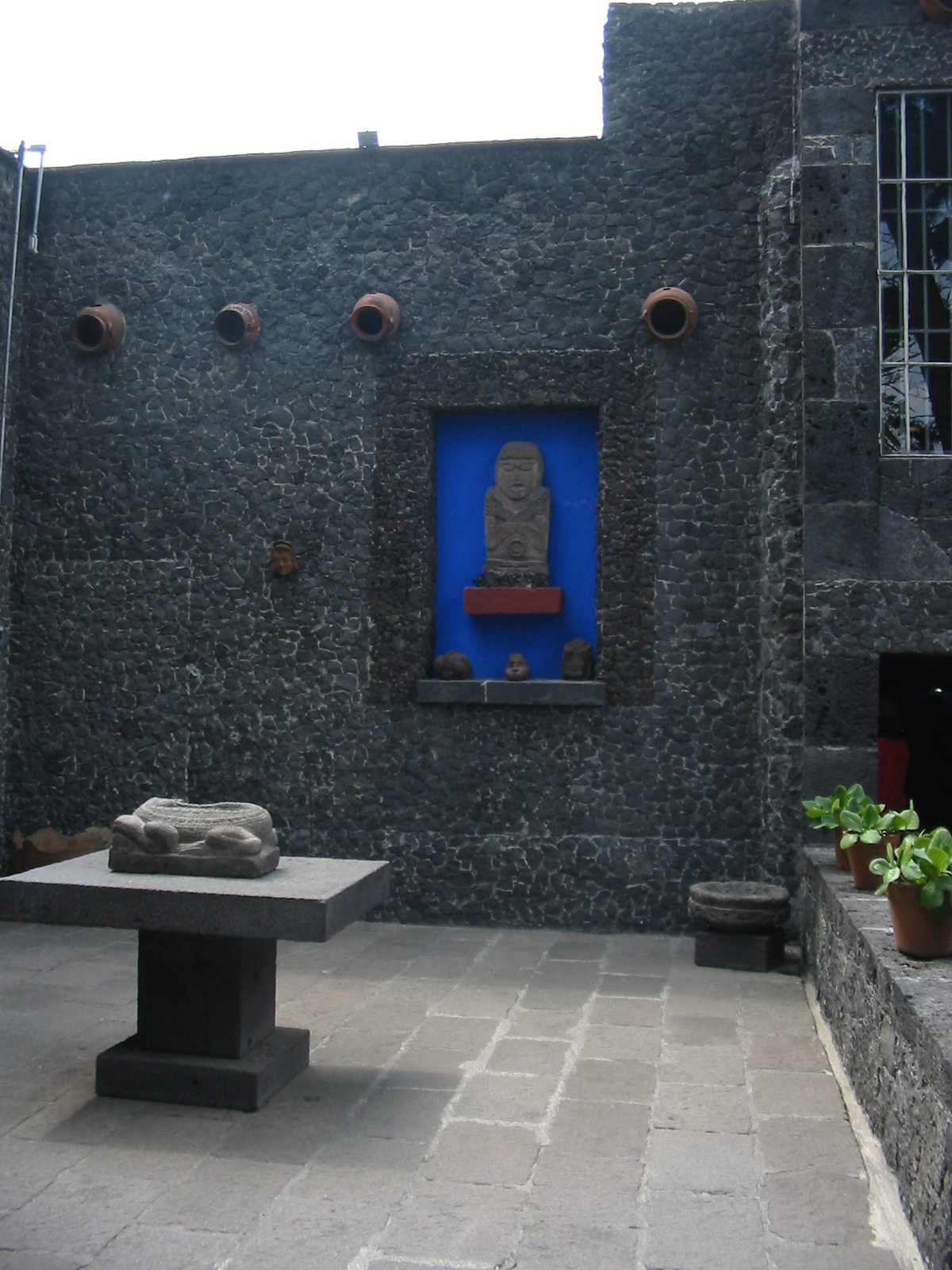
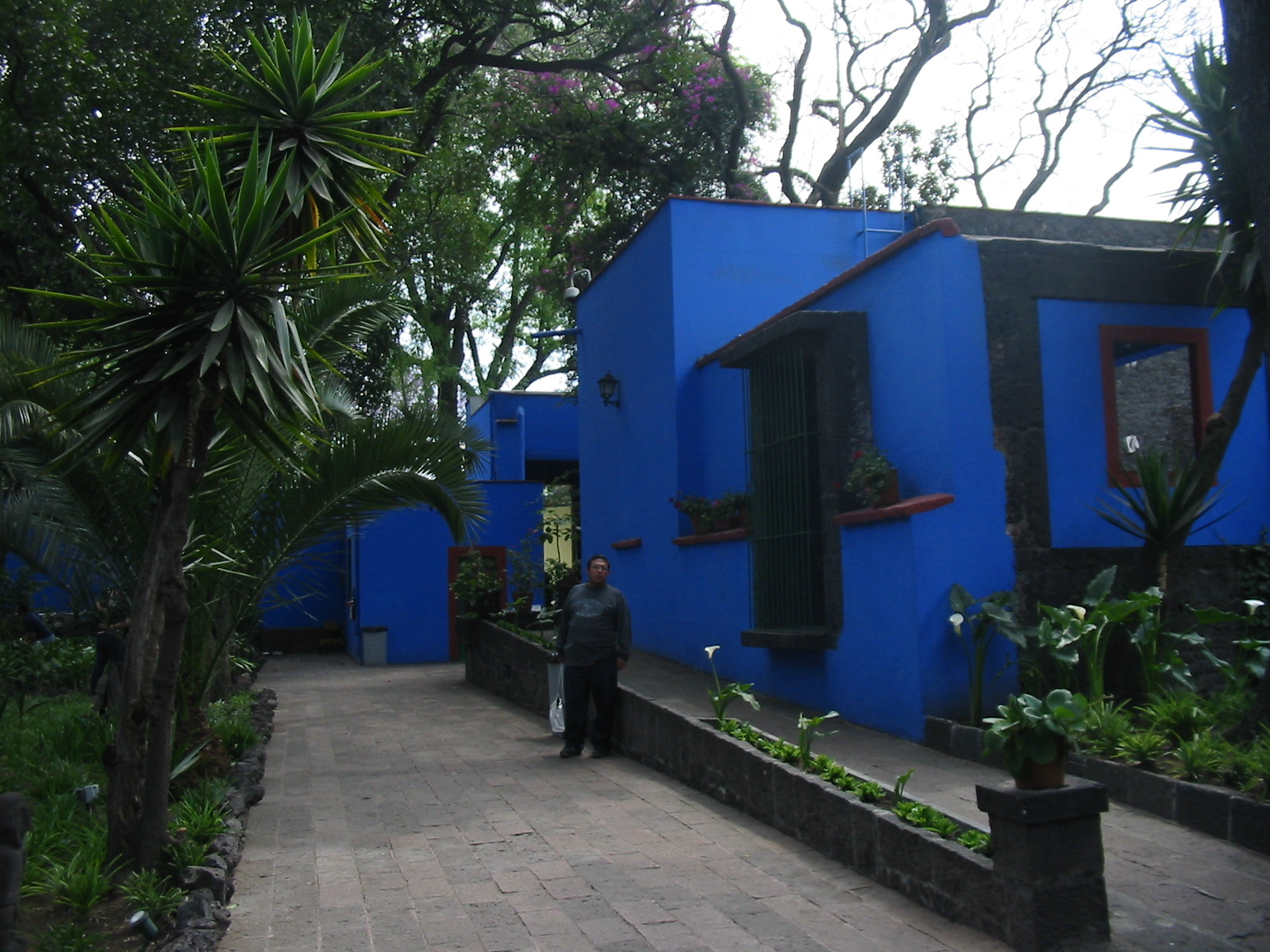
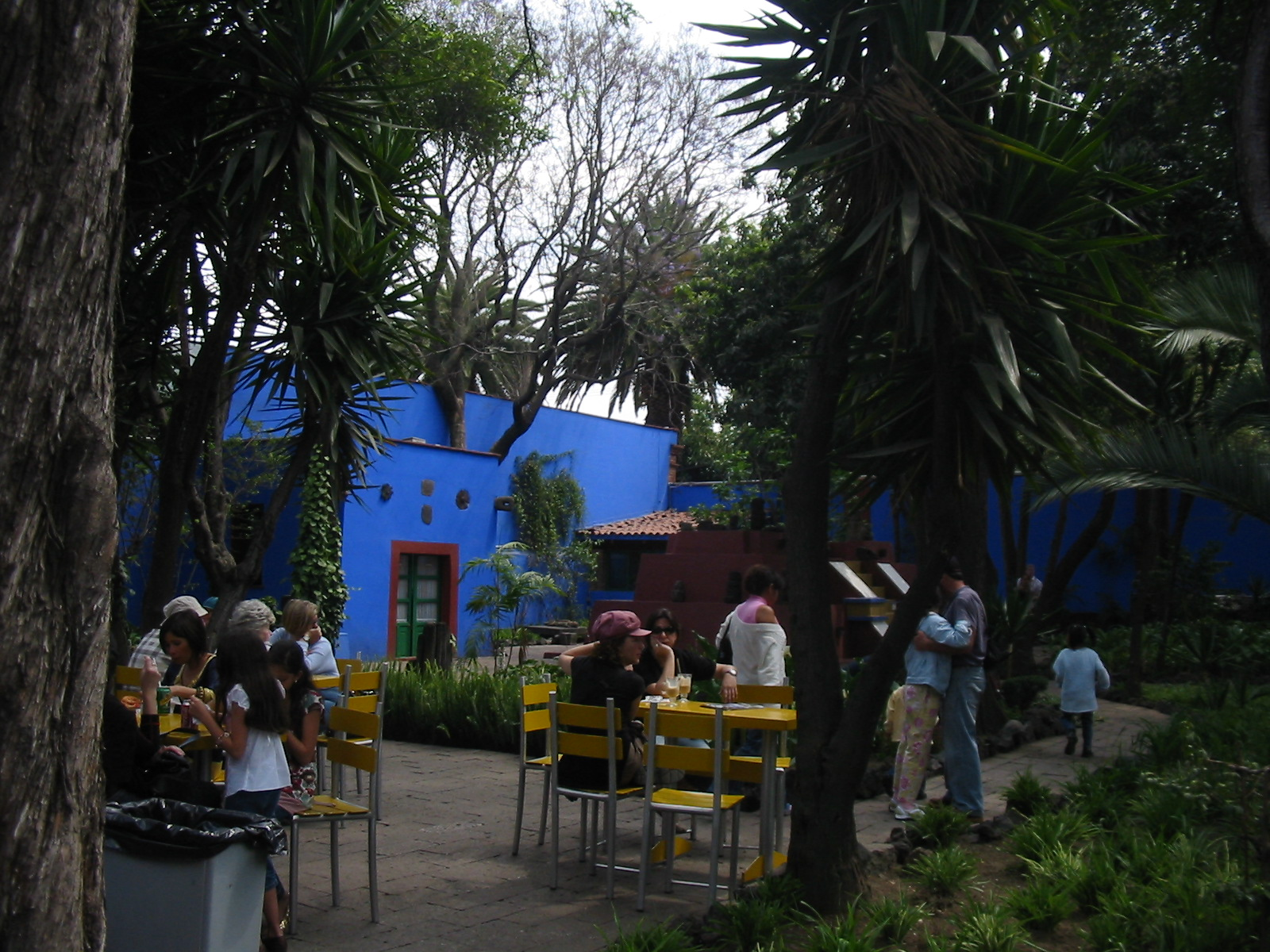
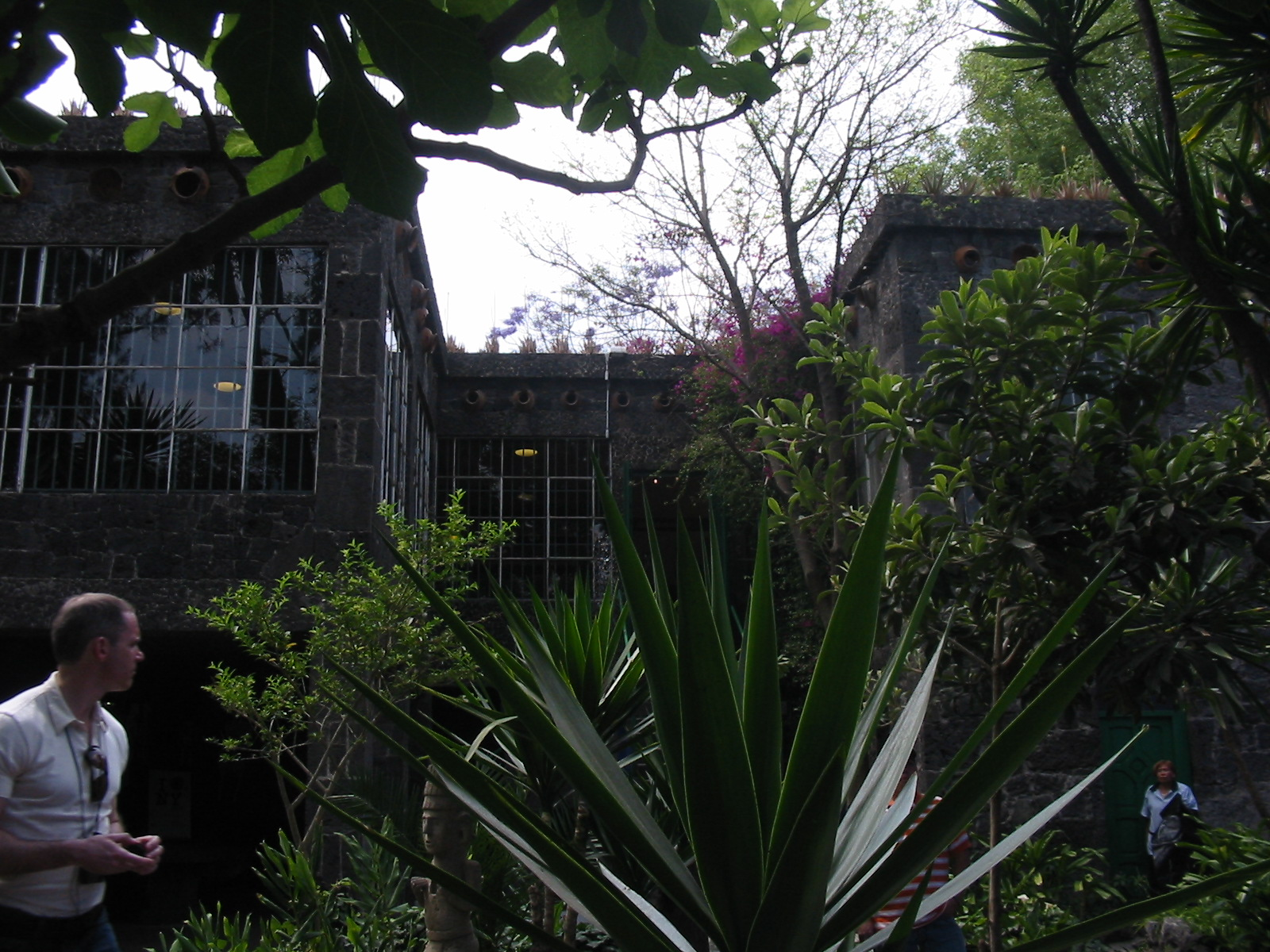
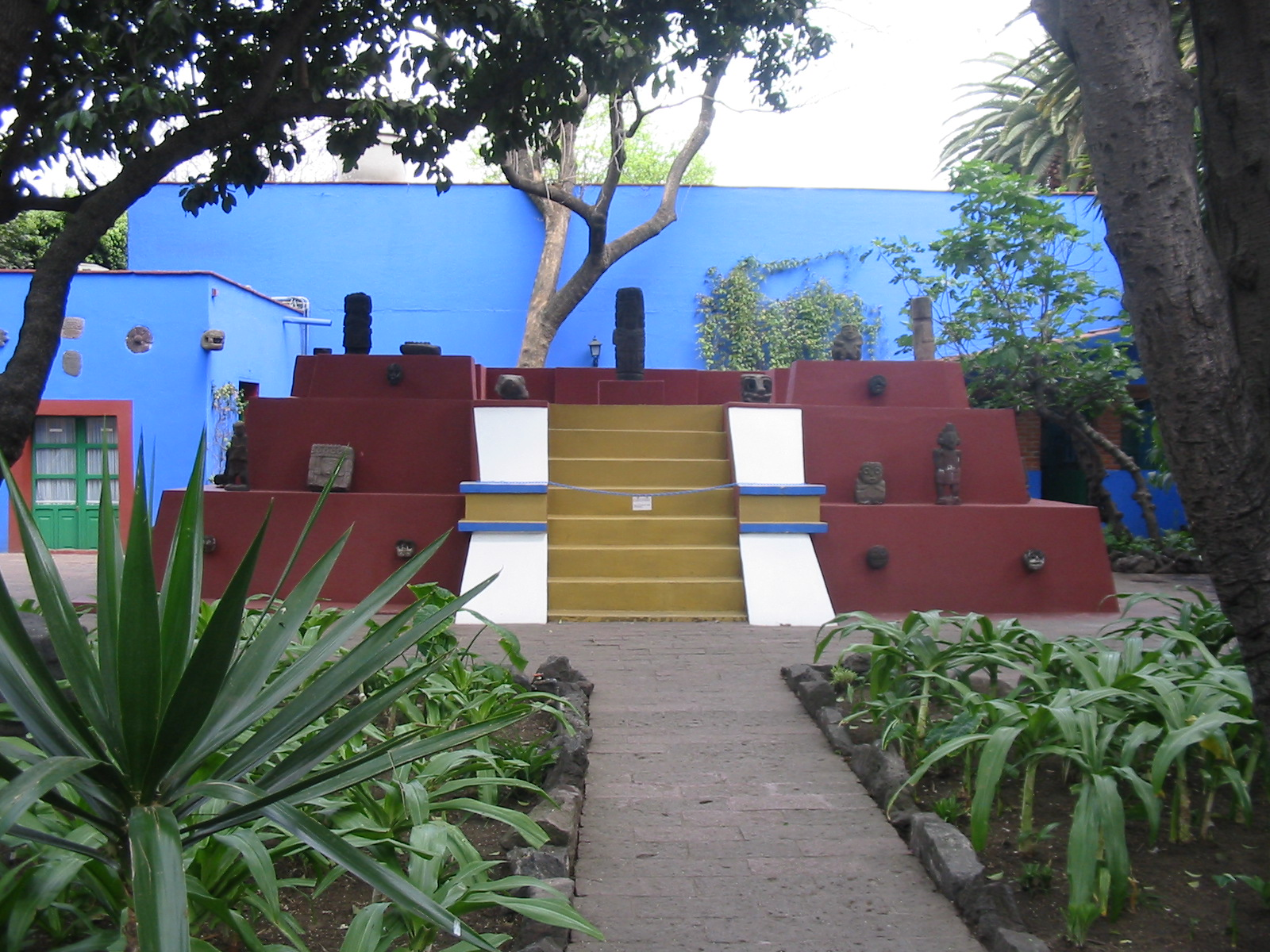

## Комерціалізація імені
На початку XXI століття венесуельський підприємець Карлос Дорадо заснував фонд «Frida Kahlo Corporation» і дістав від родичів художниці право на комерційне використання її імені. Протягом кількох років з'явилася лінія косметики, марка текіли і різноманітні товари, як-от спортивне взуття, ювелірні вироби, кераміка, корсети, спідня білизна та пиво з іменем Фріди Кало.

## Образ у кіномистецтві
- 1983 року знято документальну стрічку «Frida Kahlo», яка здобула нагороду Міжнародного кінофестивалю в Монреалі[303].
- 1991 року знято документальний фільм «Frida Kahlo — A Ribbon Around A Bomb», заснований на подіях життя Фріди Кало.
- 2001 року одну зі стрічок серії «Great Women Artists» присвятили Фріді Кало.
- 2002 року знято фільм «Фріда», присвячений художниці. Режисерка — Джулі Теймор, роль Кало зіграла Сальма Гаєк.

## Вшанування та вплив
На честь Фріди Кало 26 вересня 2007 року названо астероїд 27792 Фрідакало, який 20 лютого 1993 року відкрив Ерік Вальтер Ельст. 30 серпня 2010 року Банк Мексики випустив нову банкноту номіналом 500 песо, на звороті якої зображено Кало і її картину 1949 року «Любовні обійми Всесвіту, Землі (Мексики), мене, Дієго і пана Шолотля», а на лицьовій стороні — Дієго Ріверу.
6 липня 2010 з нагоди роковин від дня народження Кало компанія Google випустила дудл.
21 березня 2001 року Кало стала першою мексиканською жінкою, яку зобразили на марці США.
У 1994-му американський джаз-флейтист і композитор Джеймс Ньютон під впливом творчості Кало випустив альбом «Suite for Frida Kahlo» і помістив його на «AudioQuest Music».

## Нотатки
1. ↑  Два перших імені Кало дали, щоб її можна було охрестити згідно з католицькими традиціями, але завжди називали Фрідою. Вона віддавала перевагу написанню «Frieda» до кінця 1930-х років, а тоді відкинула літеру «e», бо не хотіла, щоб її ім'я асоціювалося з Німеччиною під час правління Адольфа Гітлера[128]
2. ↑  Взявши до уваги пізніші проблеми Кало зі сколіозом, а також зі стегнами і кінцівками, невролог Будріс Вармантас стверджував, що вона мала вроджену ваду під назвою розщеплення хребта, яку в підлітковому віці в неї діагностував Лео Елоессер[143]. Психолог та історик мистецтва Саломон Грімберг не погоджується з цим і каже, що стегна та хребет пошкоджено через те, що Фріда не носила ортопедичного взуття на ураженій правій нозі[144]
3. ↑  Кало стверджувала, що поручень увійшов через лівий бік черева і пройшов через вагіну, але, зі слів Гомеса Аріаса, "рана прийшлася набагато вище, уражено тазову кістку; вихід стрижня назовні — це вигадка задля того, щоб приховати інші речі"[160]
4. ↑  Кало завжди використовувала свою зовнішність як політичну заяву, «стриглася коротко, як хлопчик, носила штани, черевики та шкіряну куртку» і навіть позувала в чоловічому костюмі для сімейної світлини[185], а під час свого членства в комуністичній партії вбиралася в «одяг робітниці й спідницю у формі літери А… і комуністи вважали це слушним»[186]